# Biserica de lemn din Muncelu Mic

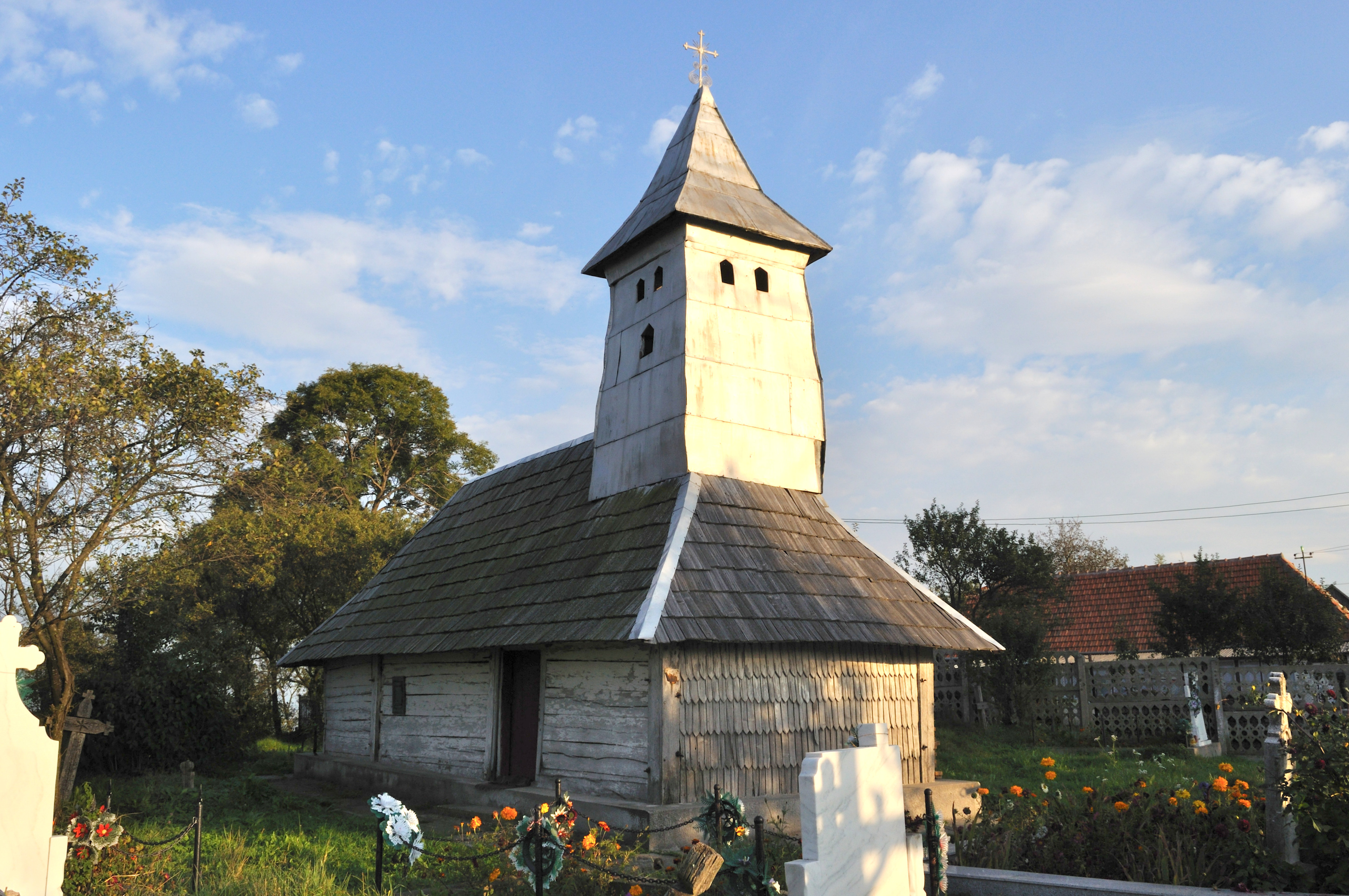
Biserica de lemn „Cuvioasa Paraschiva” din Muncelu Mic, comuna Vețel, județul Hunedoara, foto: septembrie 2010.

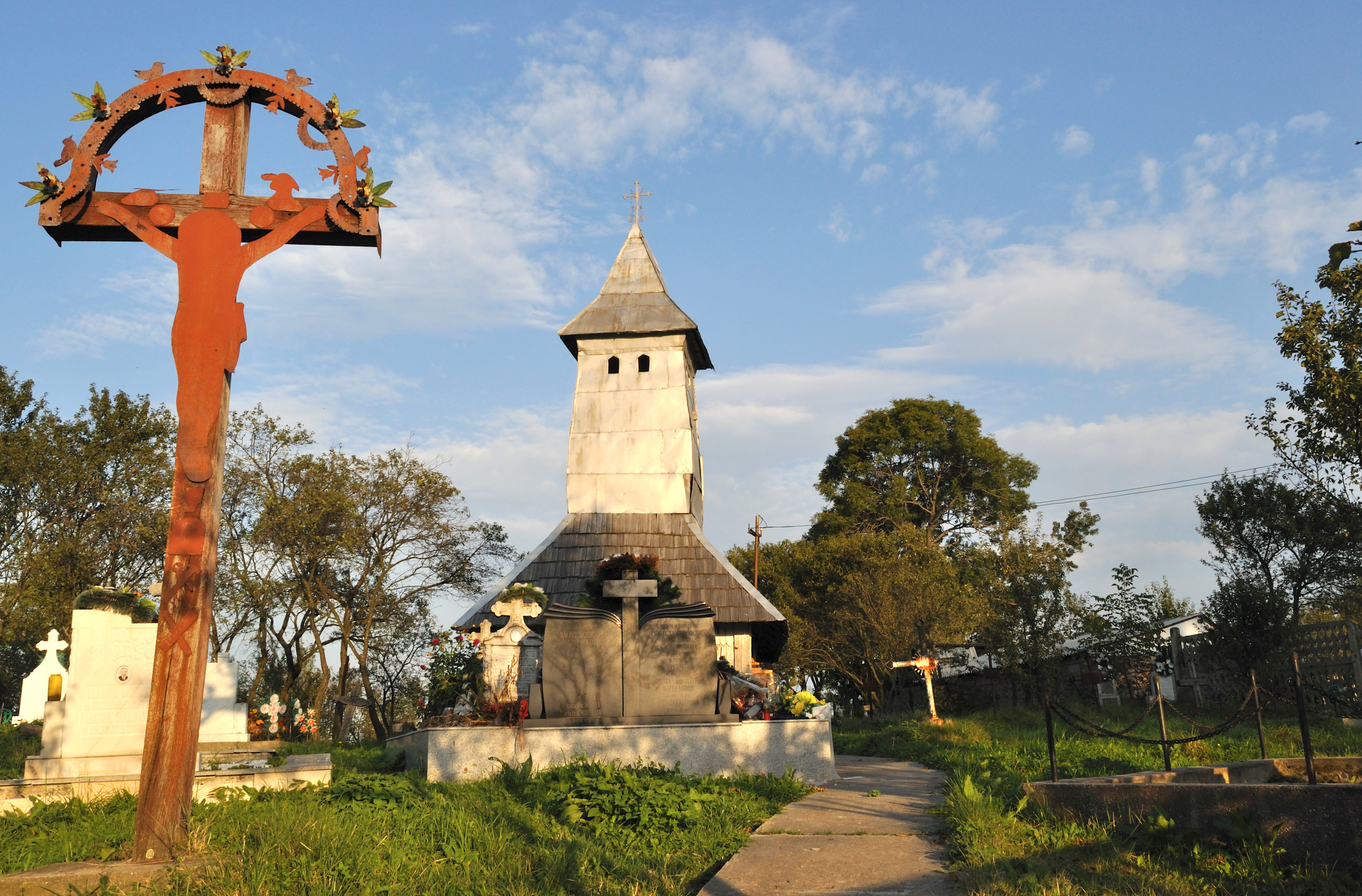
Biserica (vest)

Biserica de lemn din Muncelu Mic, comuna Vețel, județul Hunedoara a fost ridicată în secolul XVII. Are hramul „Cuvioasa Paraschiva”. În ciuda vechimii sale și a măiestriei lucrului în lemn biserica nu se află pe noua listă a monumentelor istorice.

## Istoric și trăsături
Cronologia bisericii „Pogorârea Duhului Sfânt", din satul Muncelu Mic, atestată, deodată cu satul, abia în anul 1733, este incertă. Forma dreptunghiulară simplă, fară absidă (există o singură analogie în țară, în localitatea Deag, județul Mureș), dimensiunile reduse, practicarea unicei intrări pe latura nordică și străpungerea peretelui altarului prin doar două uși, diaconești, coboară începuturile lăcașului cel puțin până în secolul al XVII-lea. Așadar, avem în față una dintre cele mai timpurii biserici de lemn din Ardeal, vechime confirmată și de menționarea lăcașului în tabelele conscripțiilor din anii 1733, 1750, 1761-1762, 1805 și 1829-1831 și pe harta iosefină a Transilvaniei (1769-1773). Cu toate acestea, edificiul nu figurează pe lista monumentelor istorice româneşti. 
Clopotnița robustă, cu foișor deschis și fleșă conică (în cursul renovării din anii 1974-1975, turnul a fost învelit în tablă, iar fleșa s-a înlocuit prin coiful piramidal actual) și-a făcut apariția abia prin secolele XVIII-XIX, dovadă înlocuirea bolții semicilindrice a pronaosului printr-un tavan drept. Informații cu privire la existența vreunui vechi decor iconografic nu s-au păstrat; interiorul este vopsit, actualmente, în verde. Ridicat pe o fundație de piatră, edificiul, podit în 2007, păstrează învelitoarea clasică de șiță.

## Imagini din interior

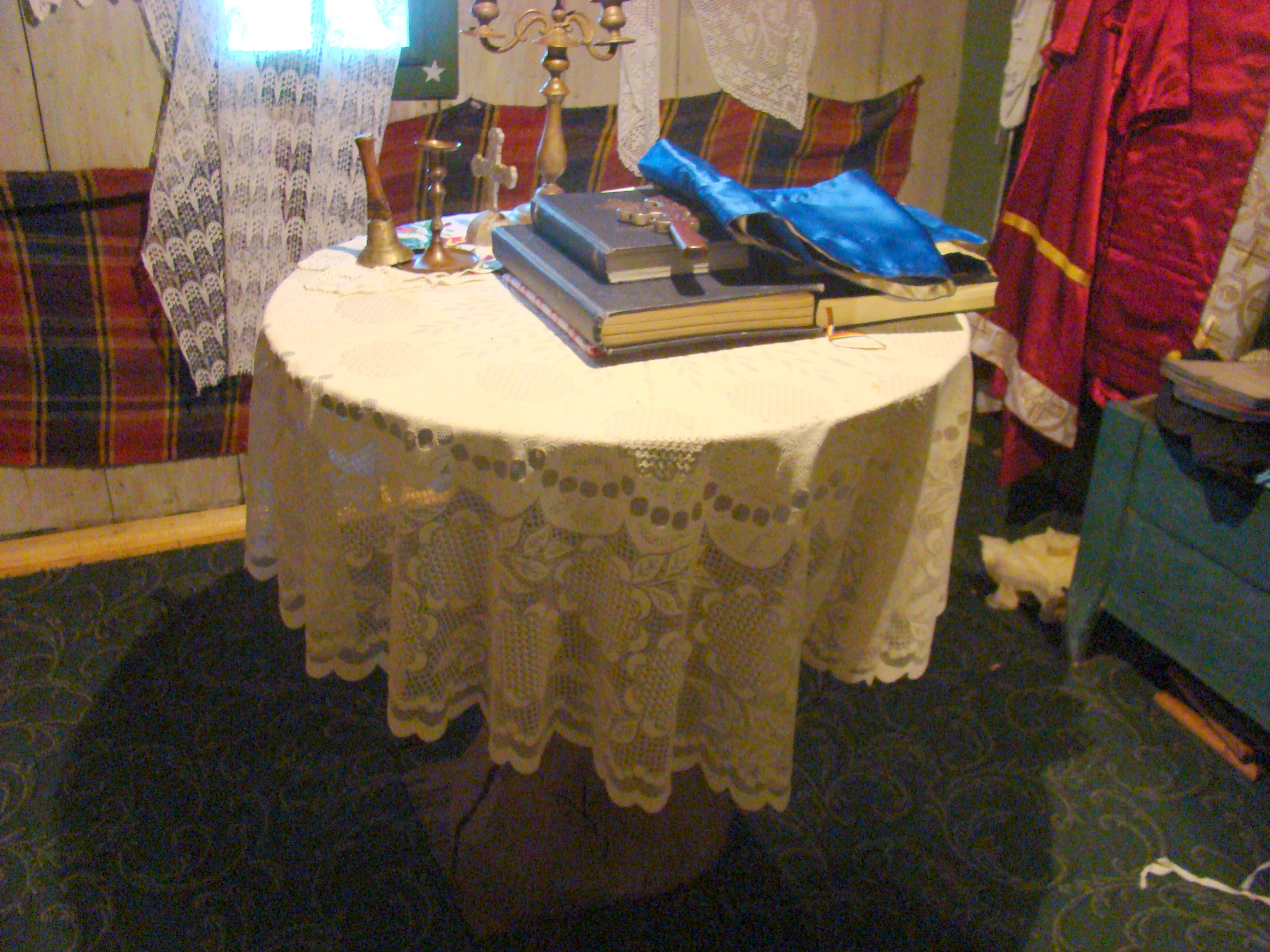
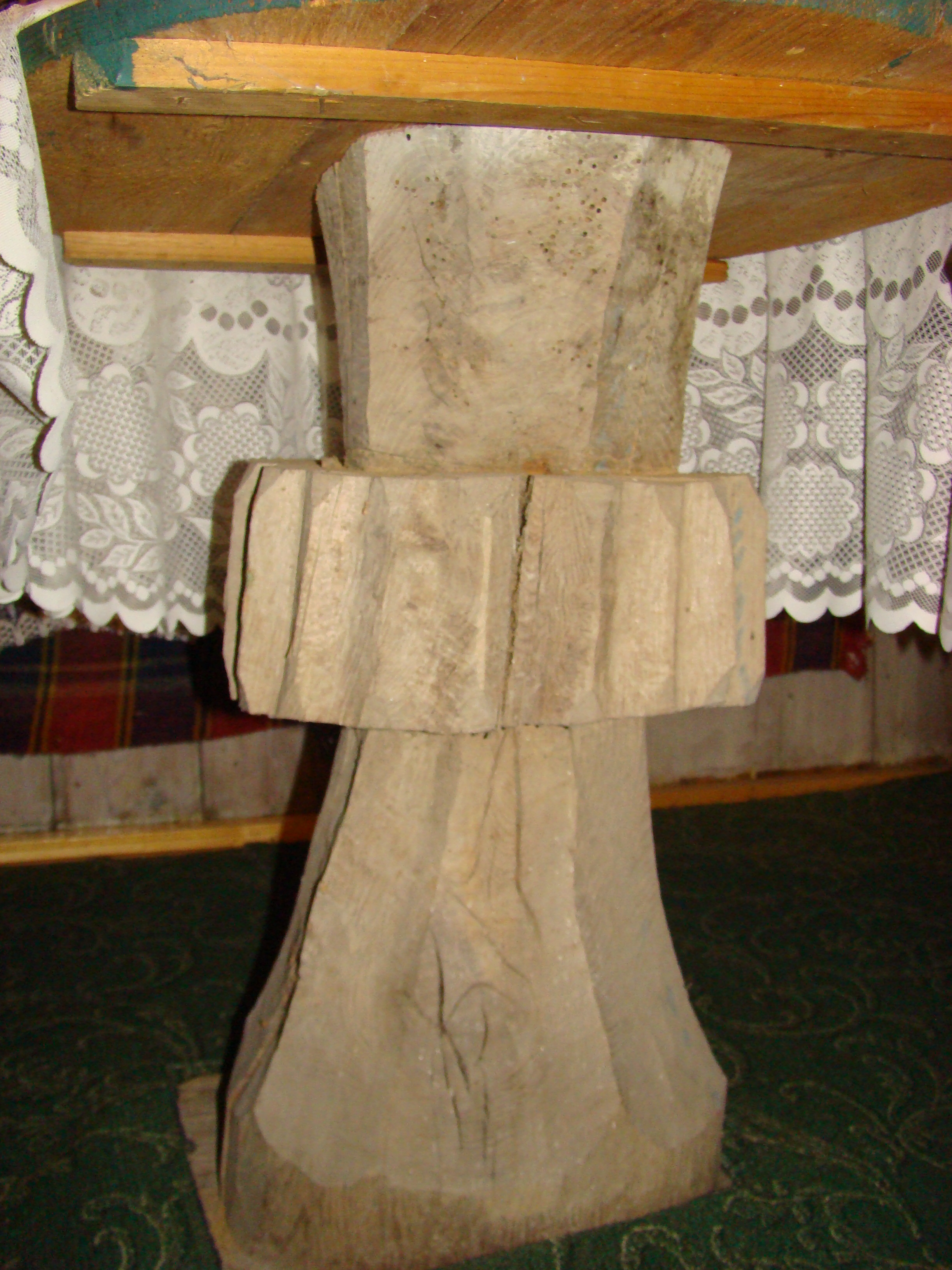
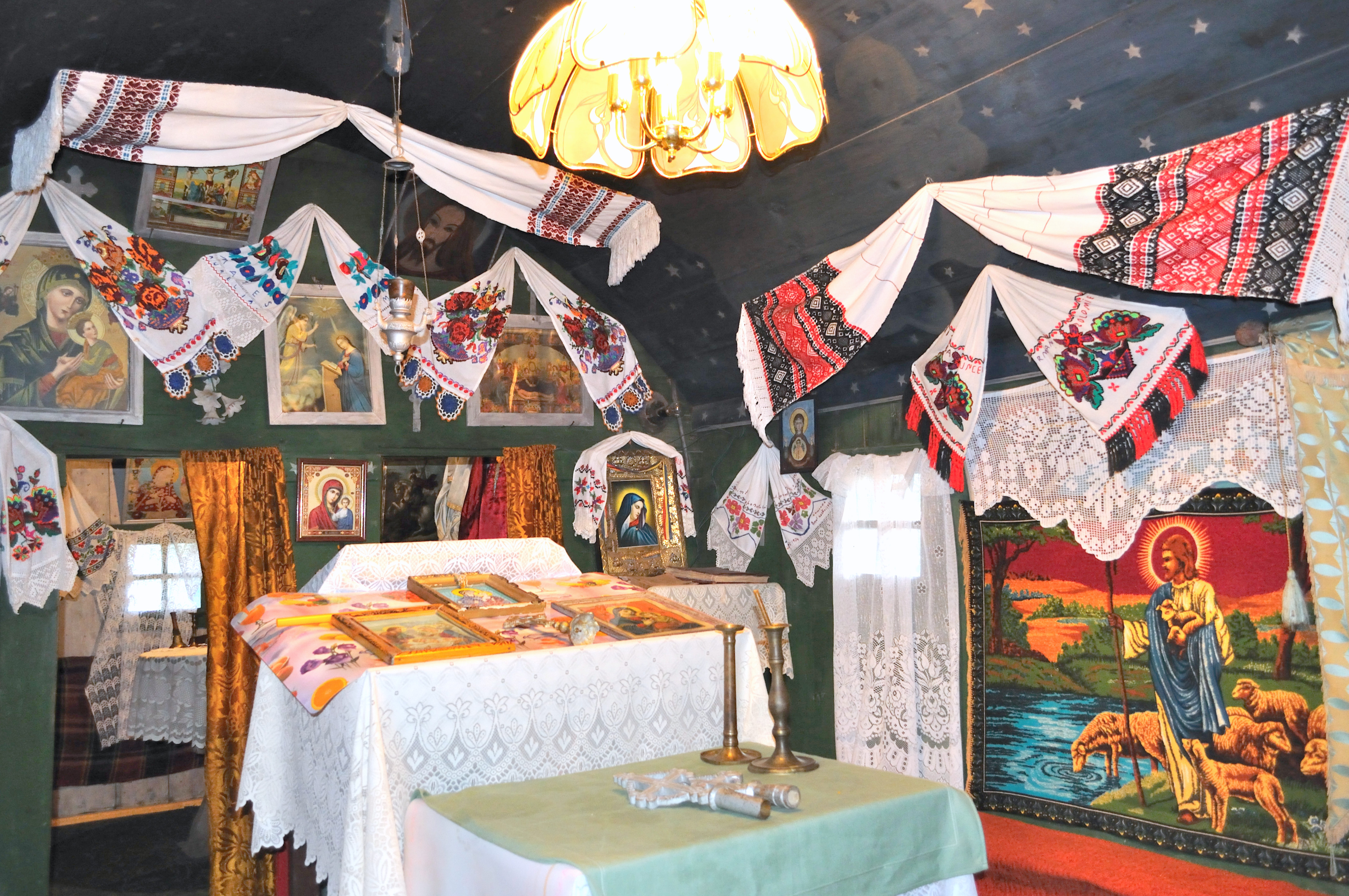
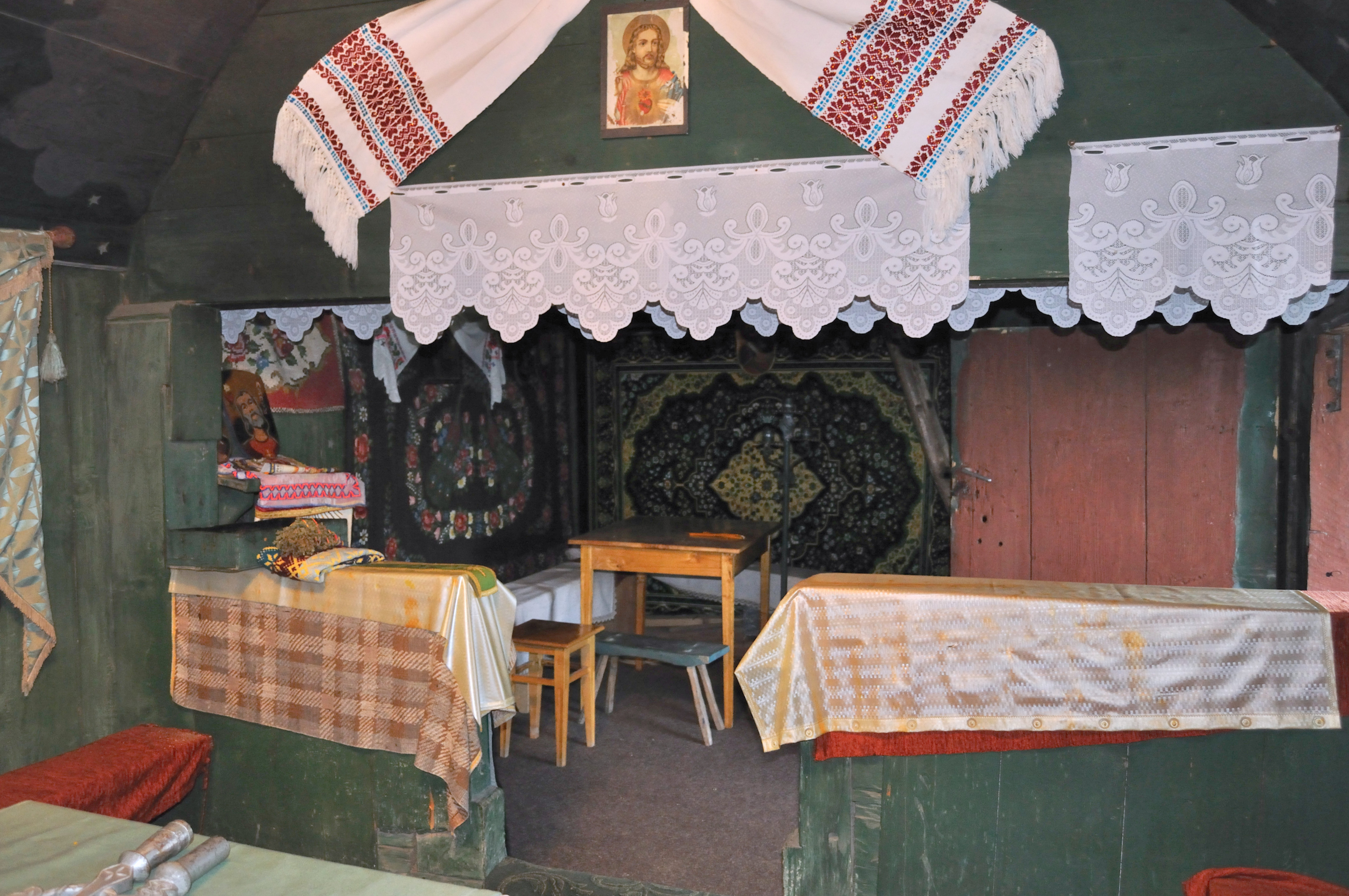
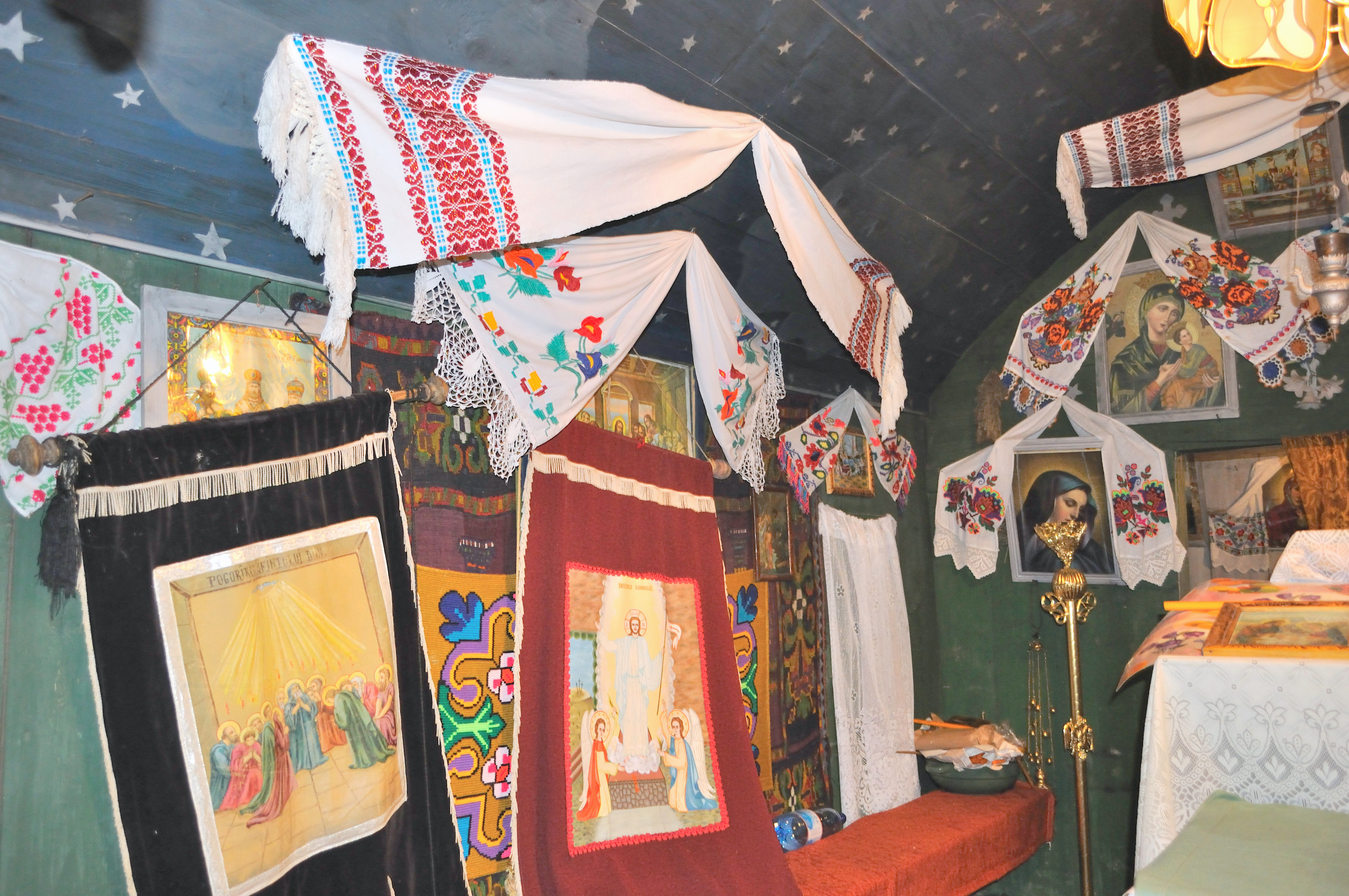
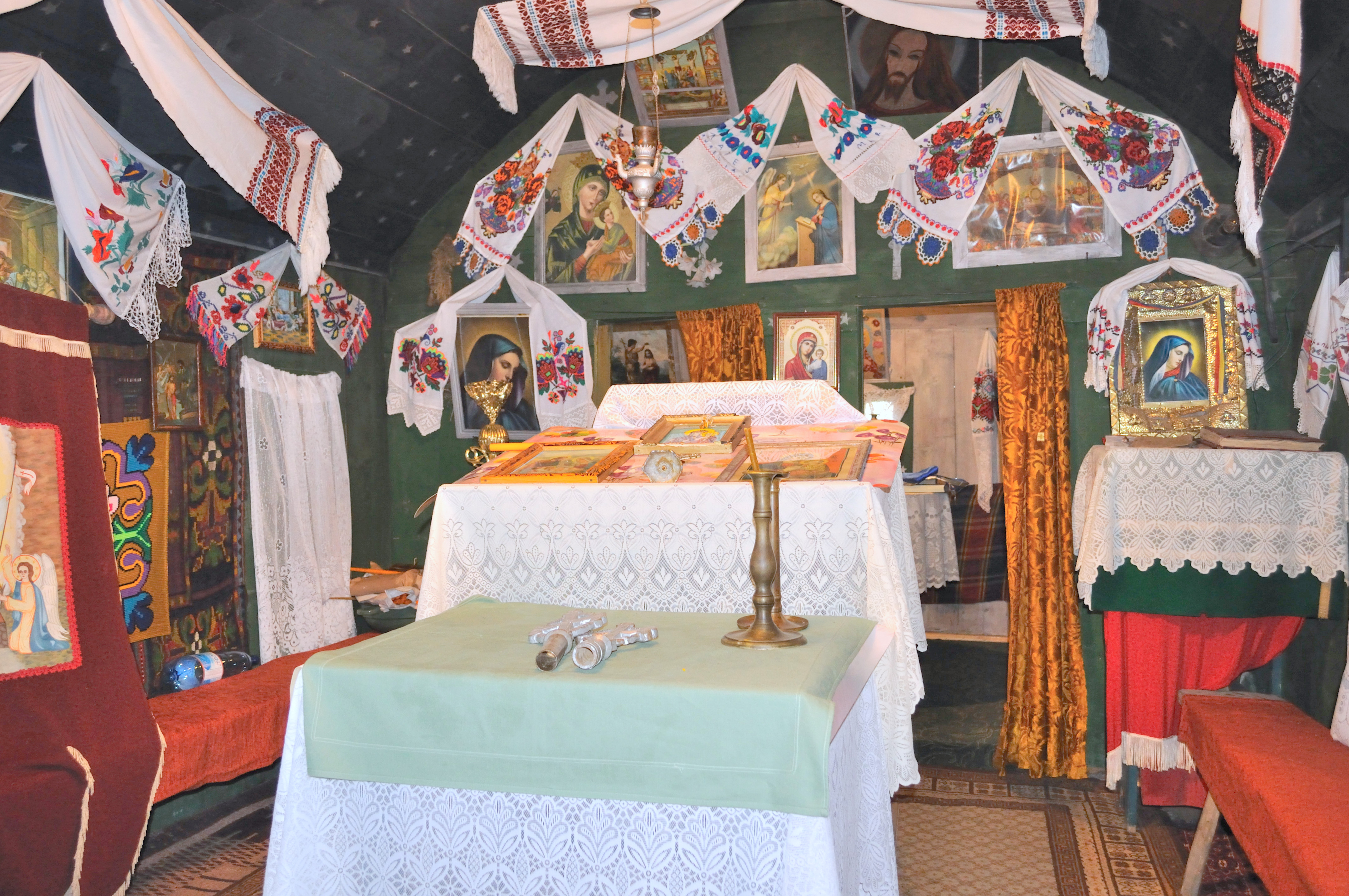
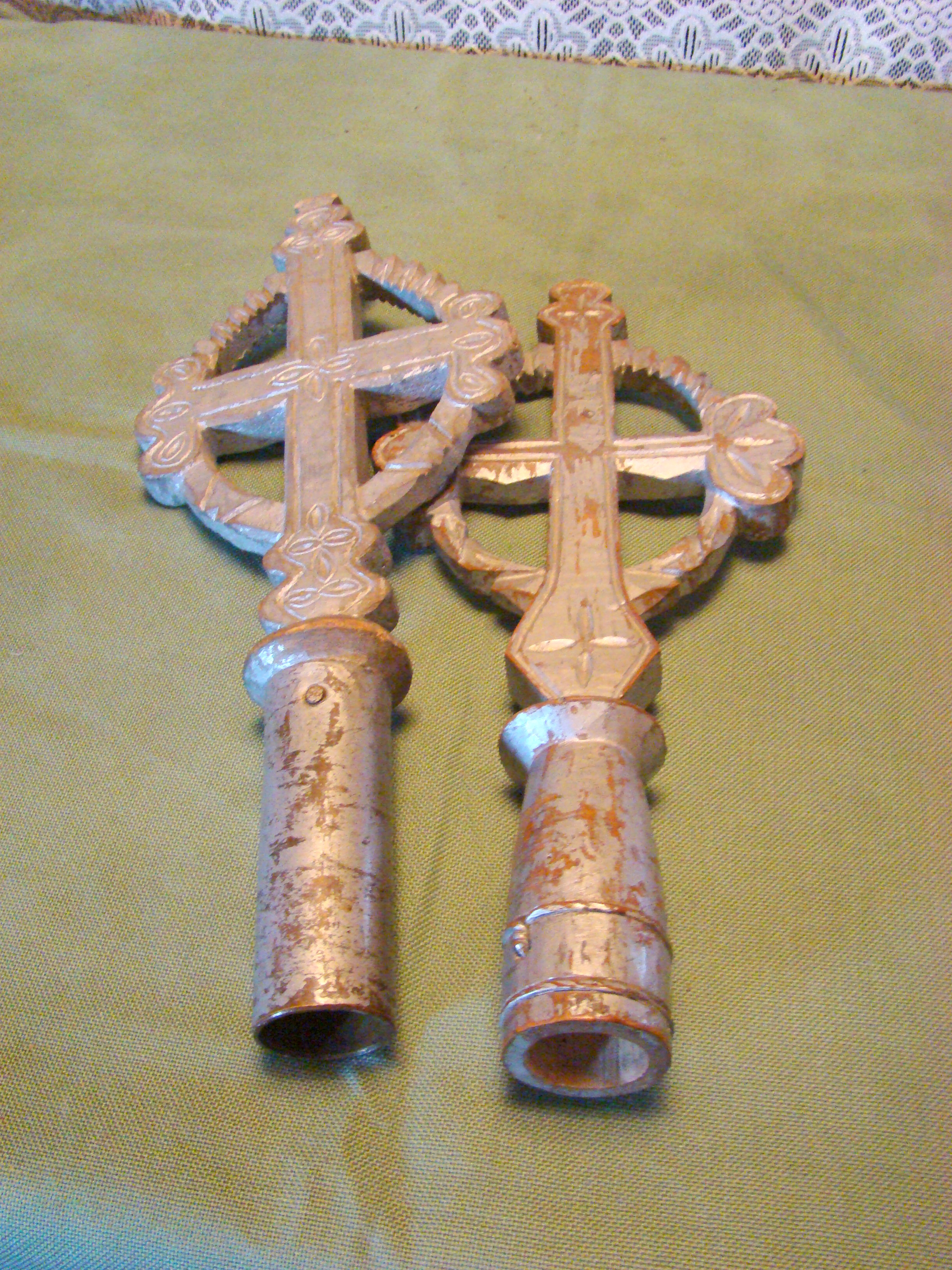
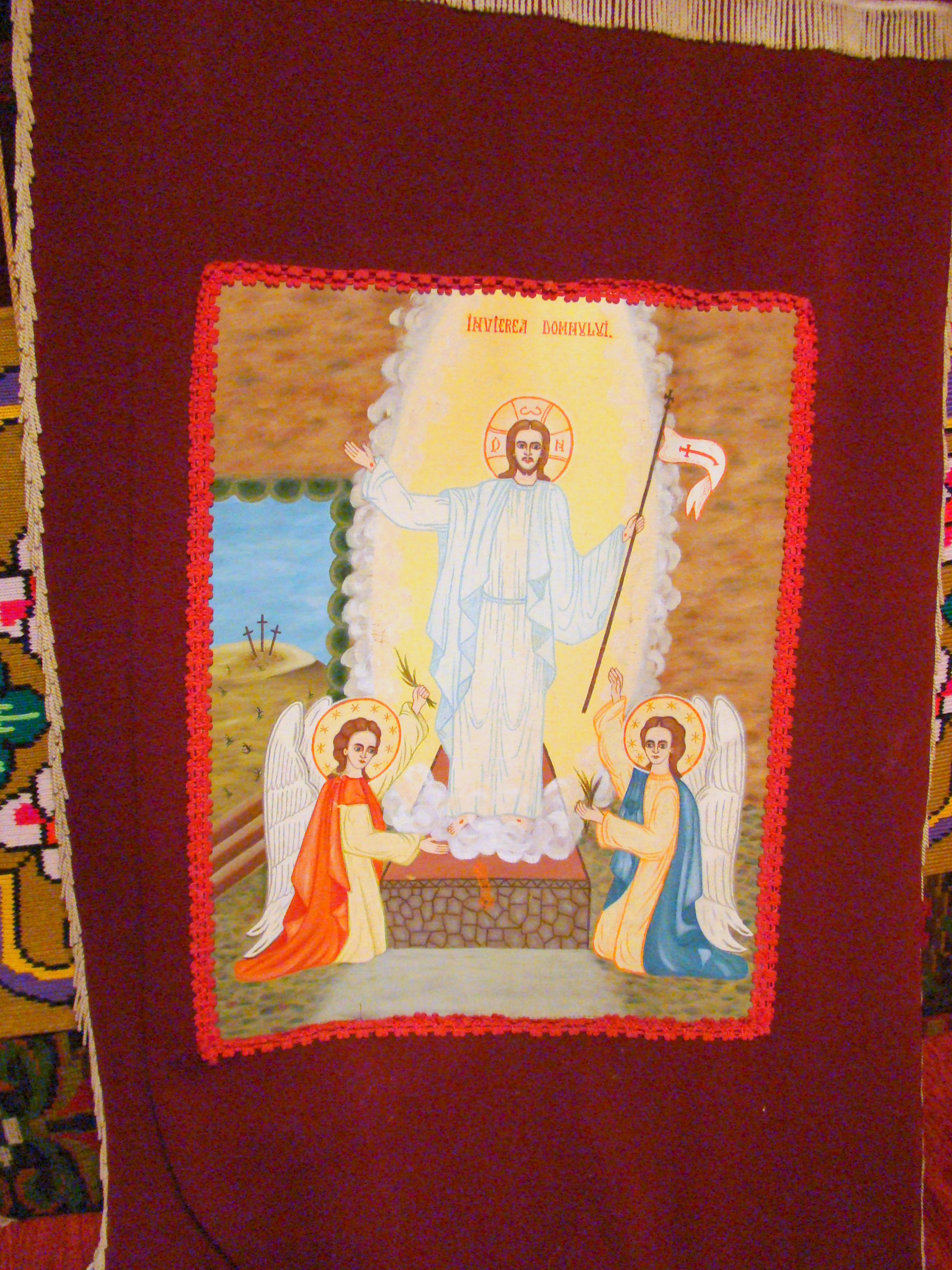
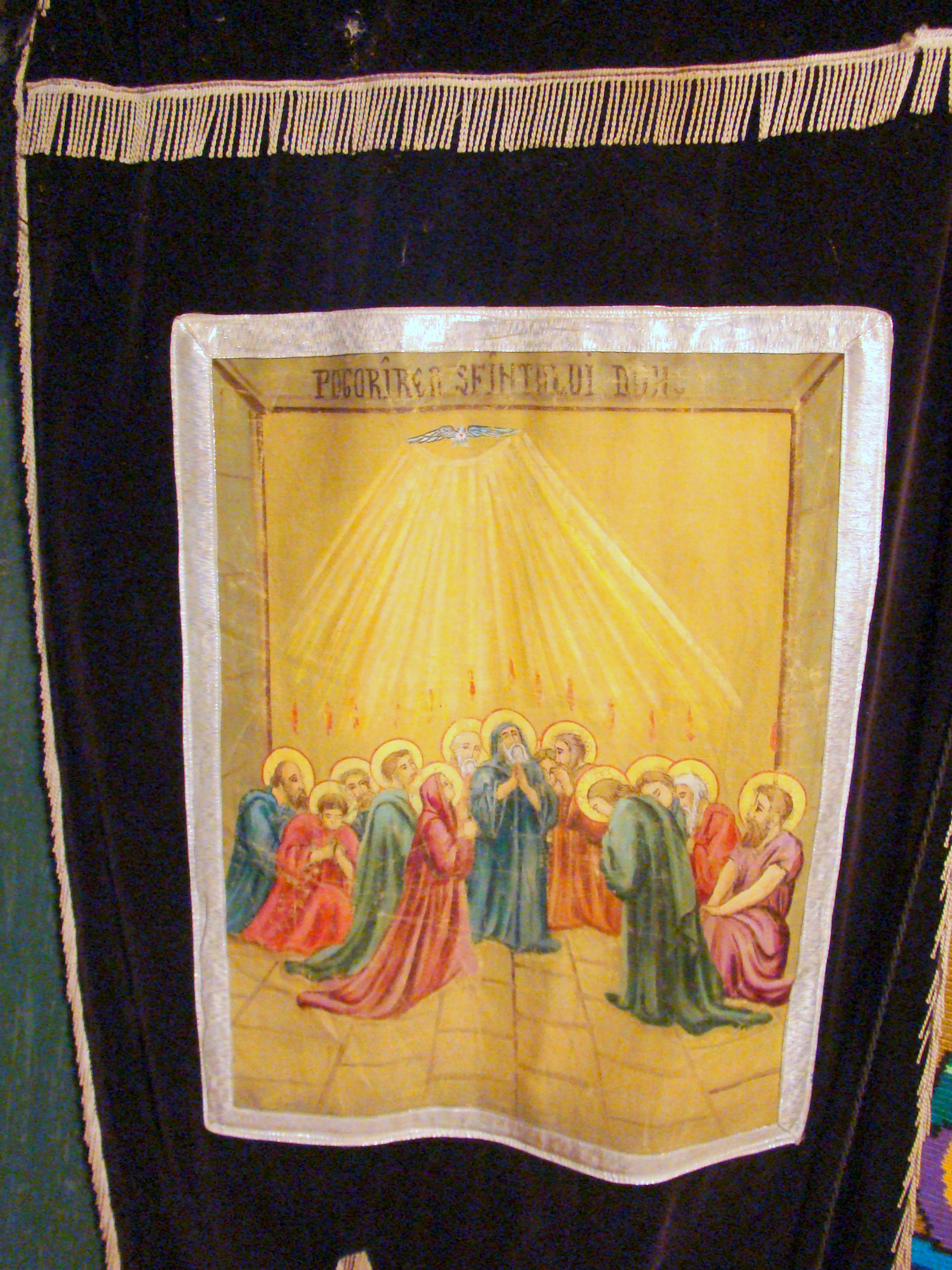
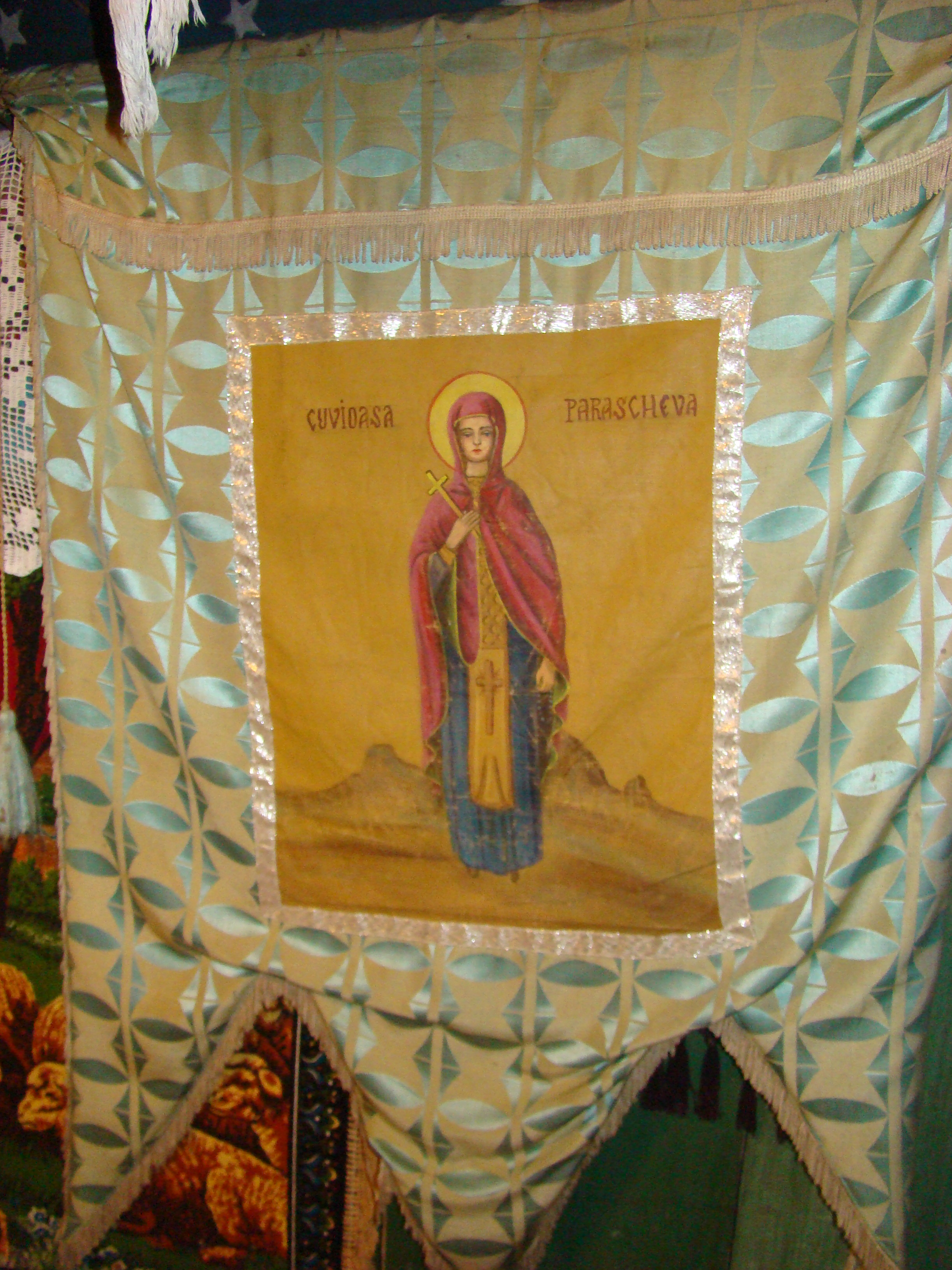

## Imagini din exterior

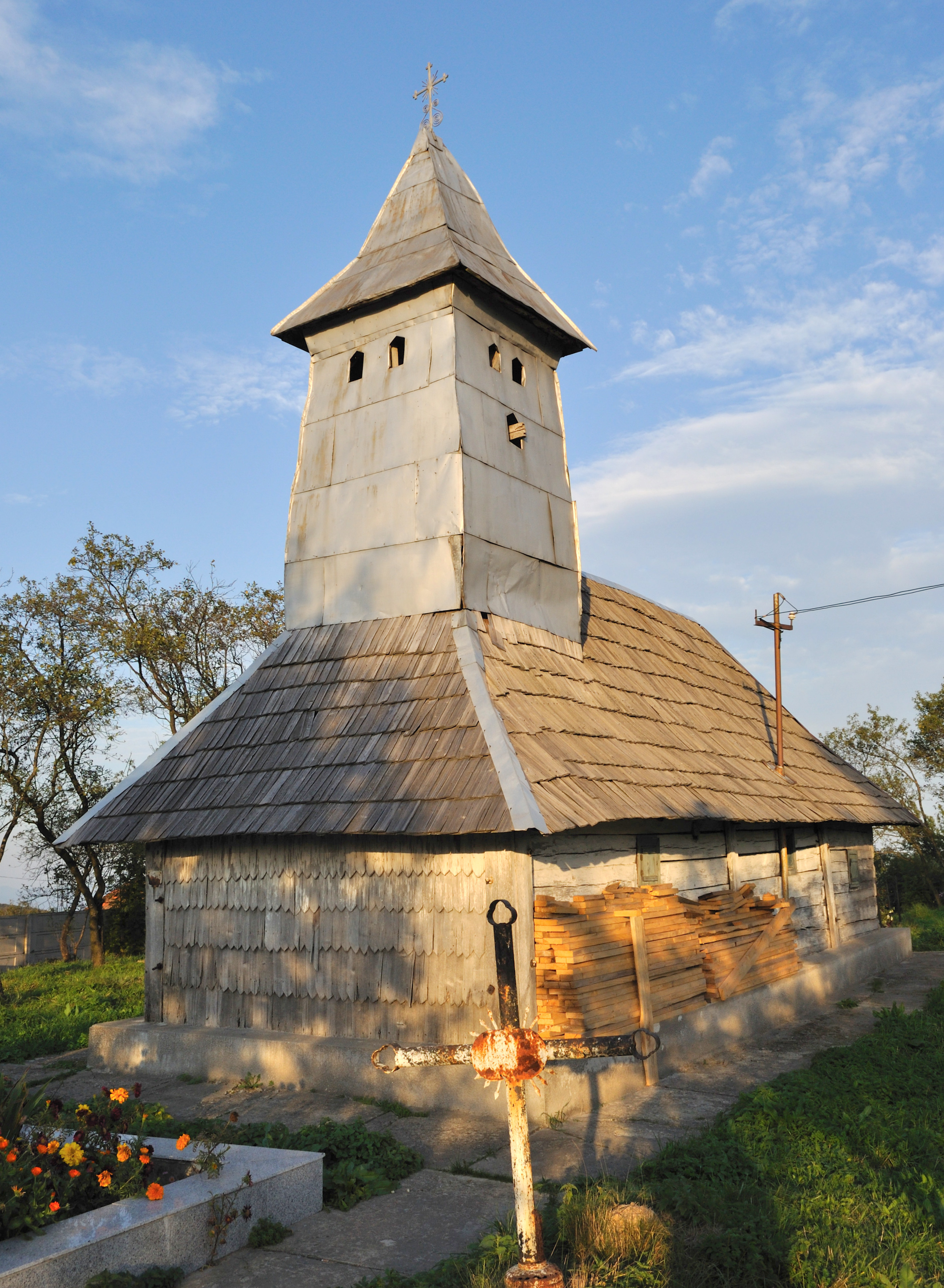
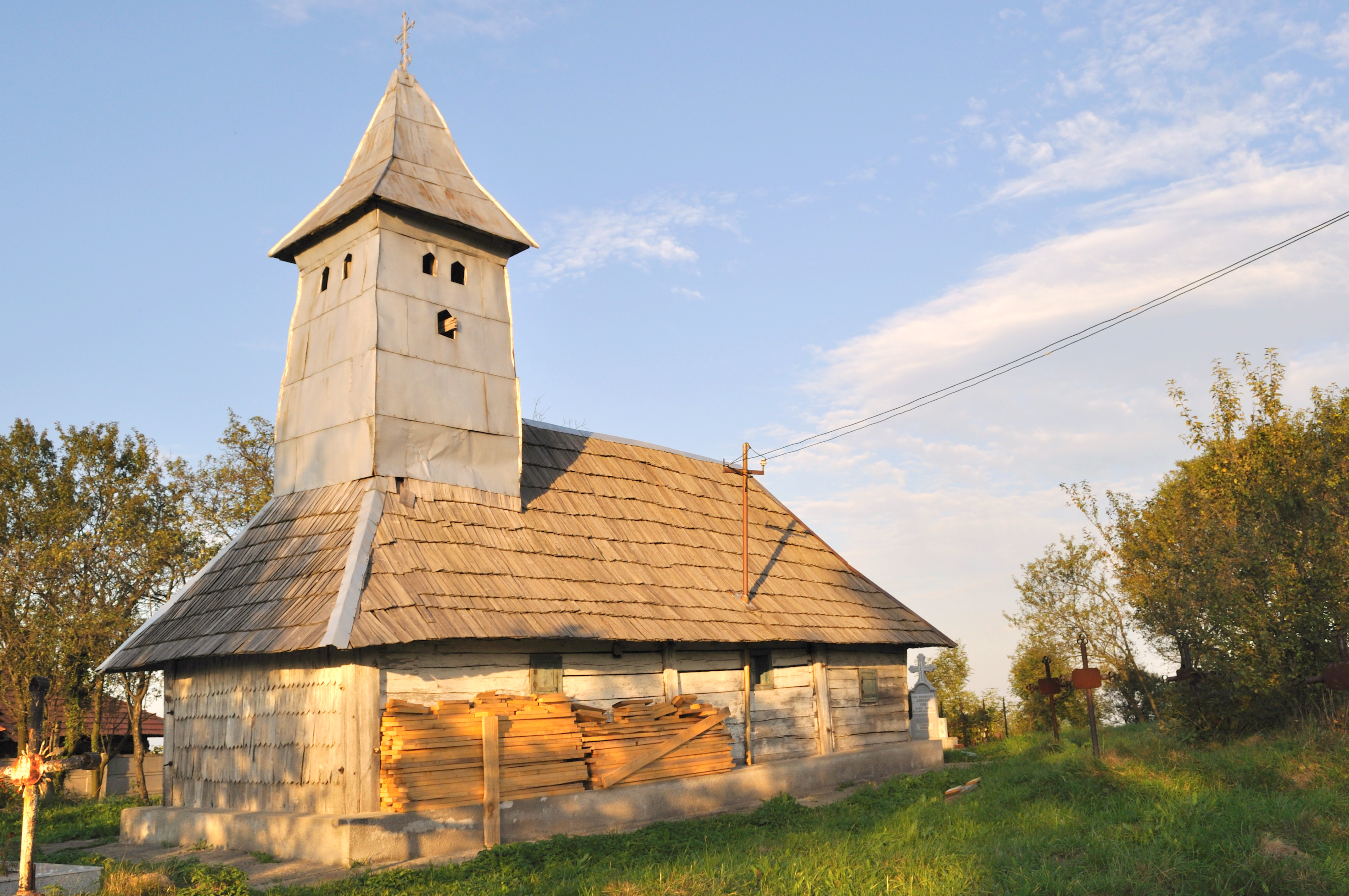
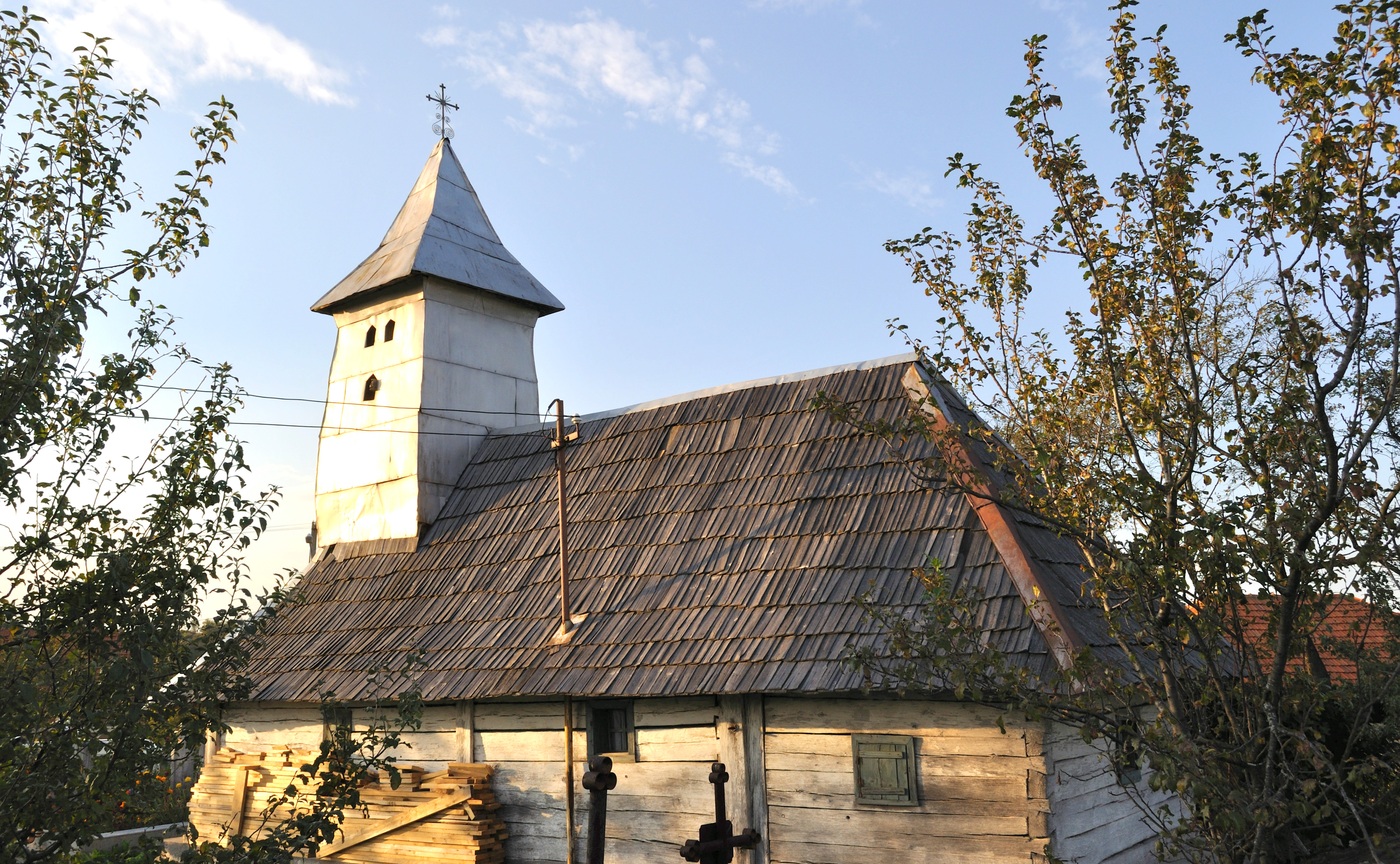
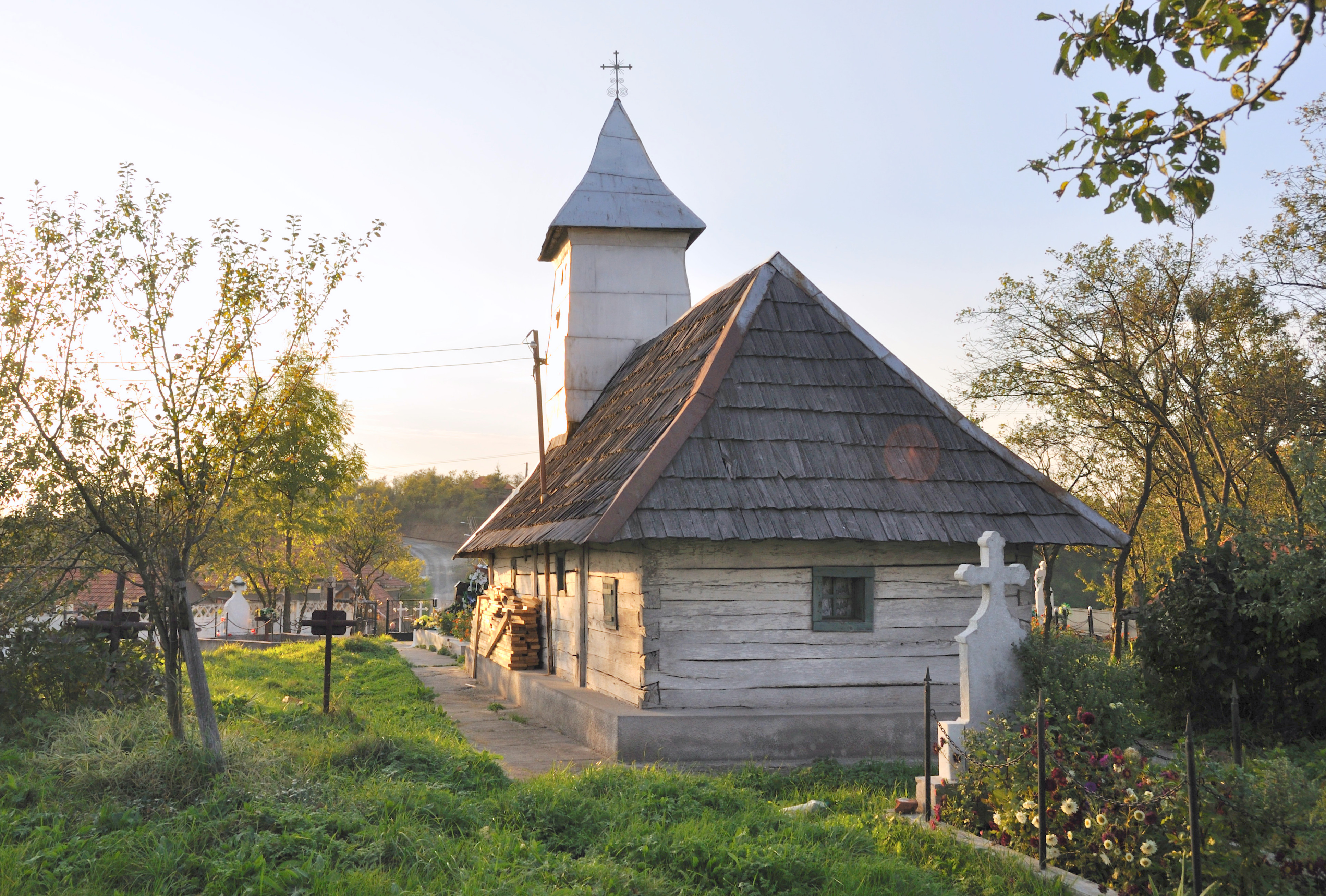
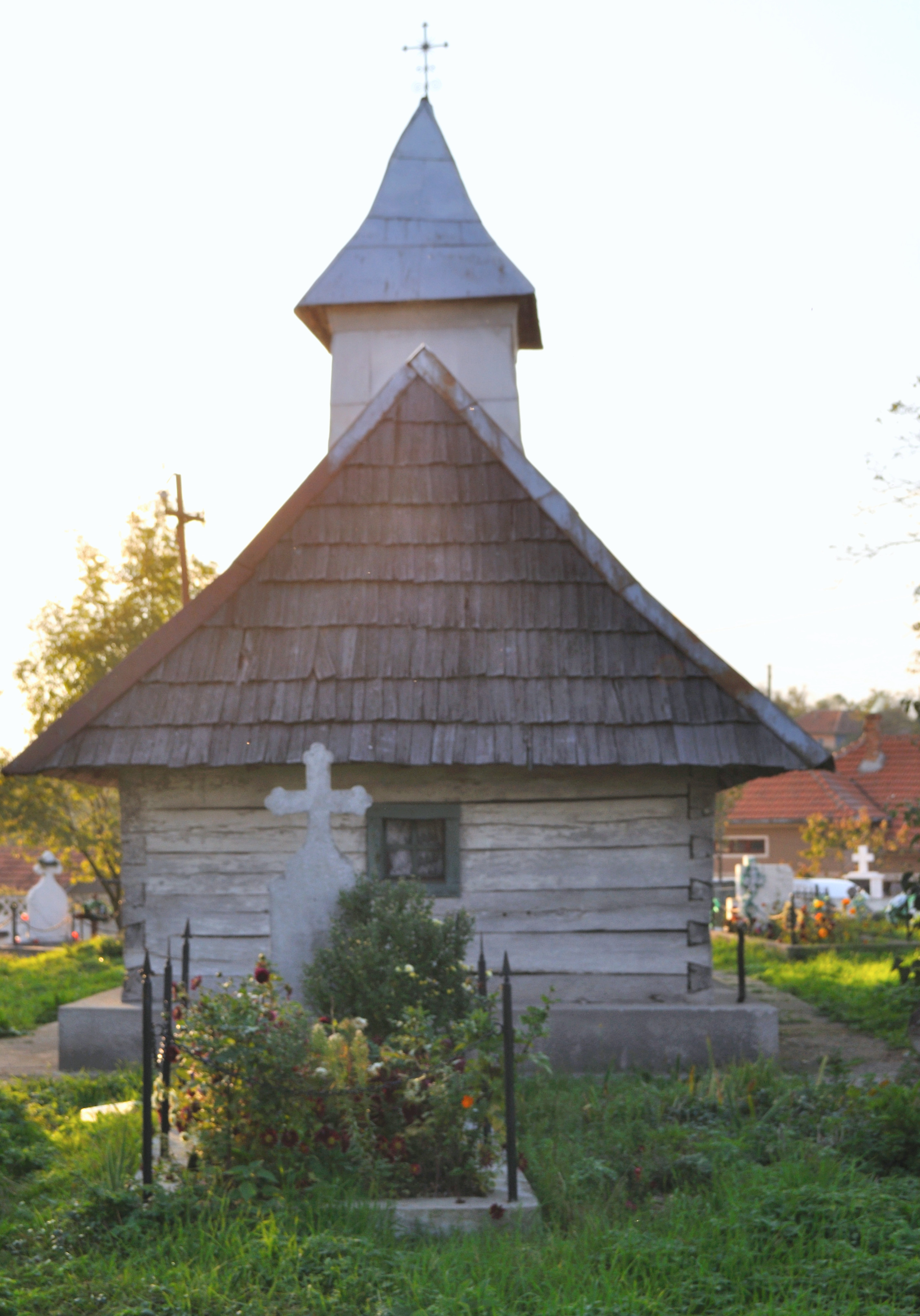
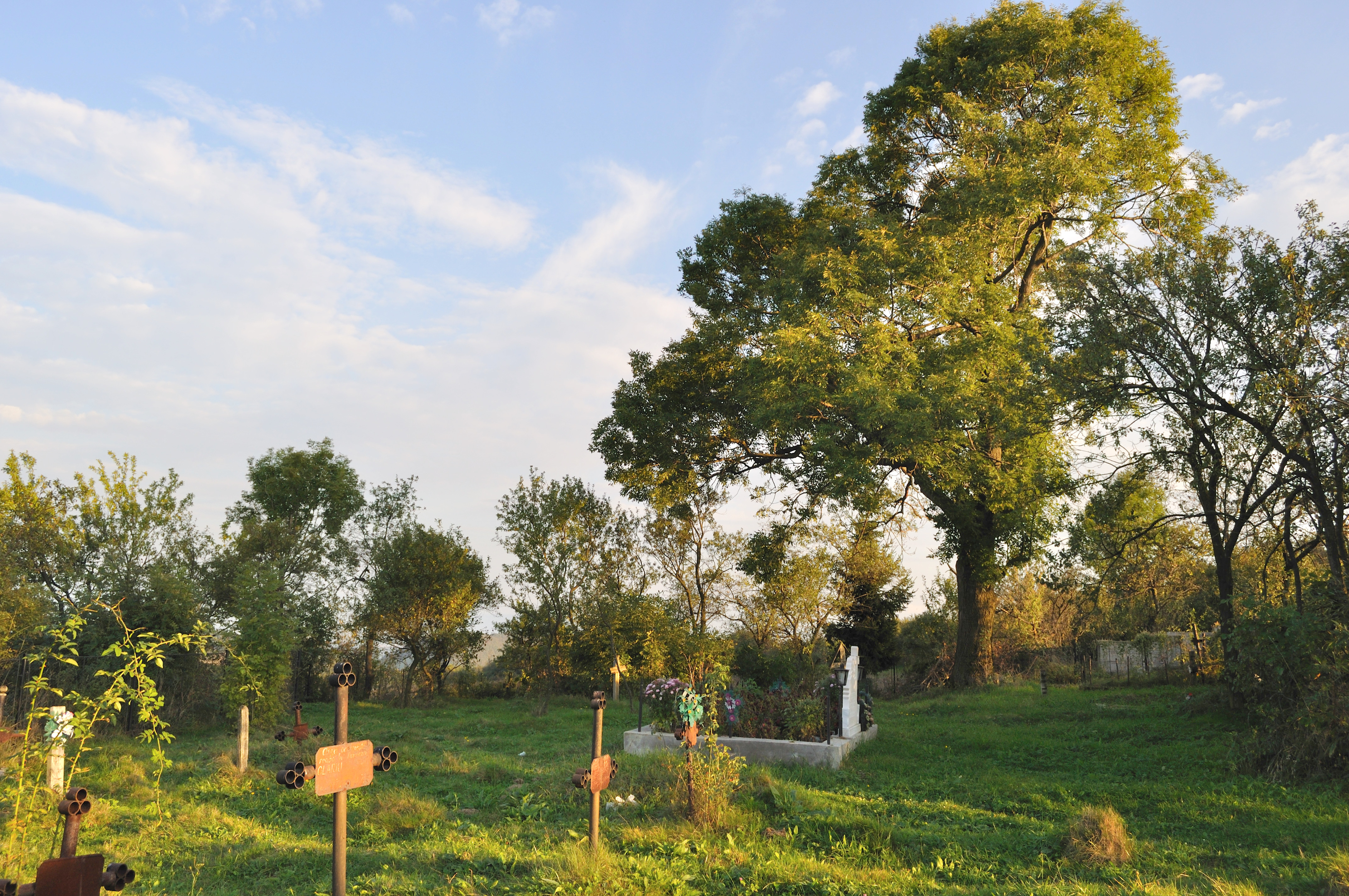
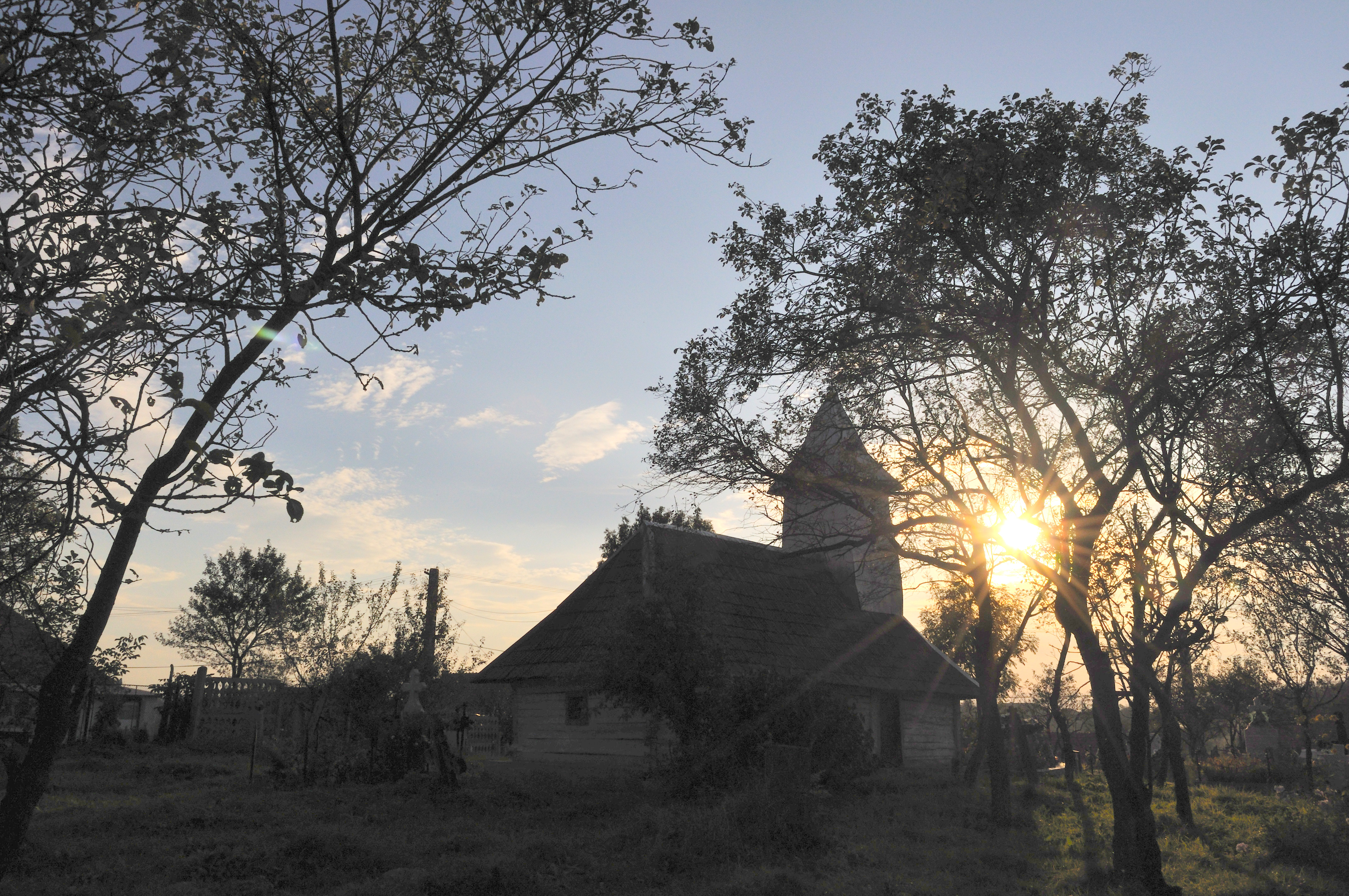
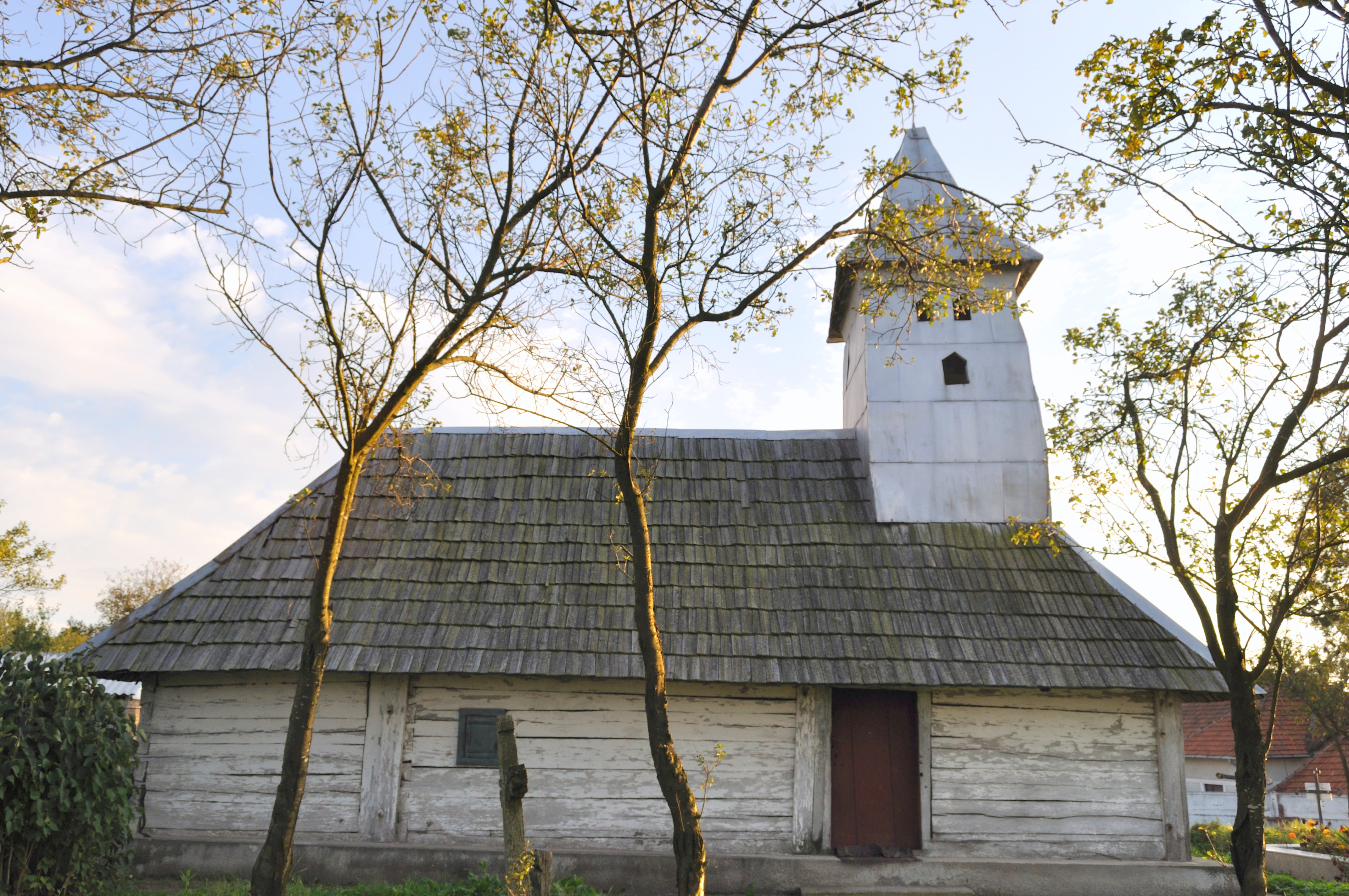
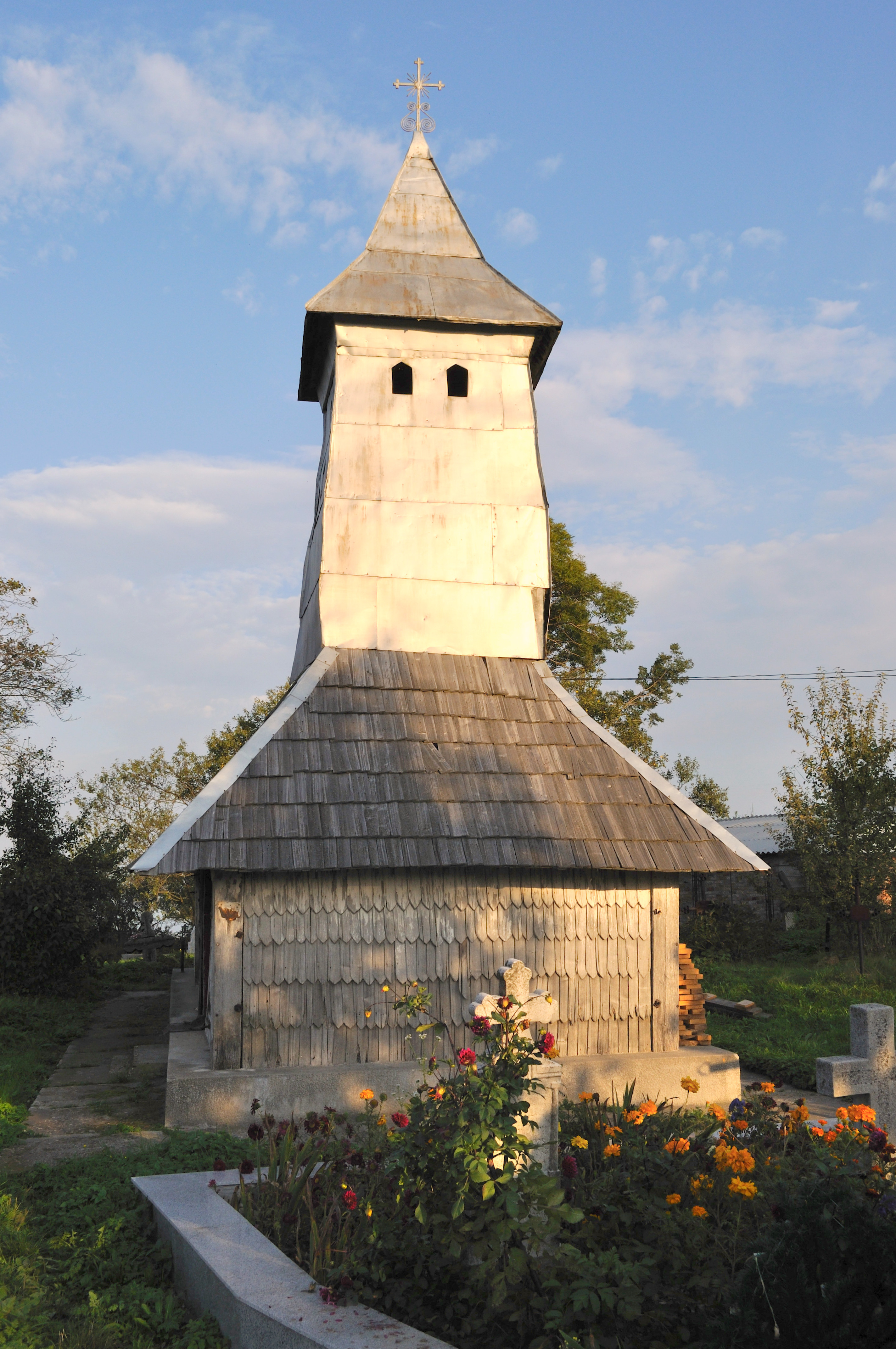
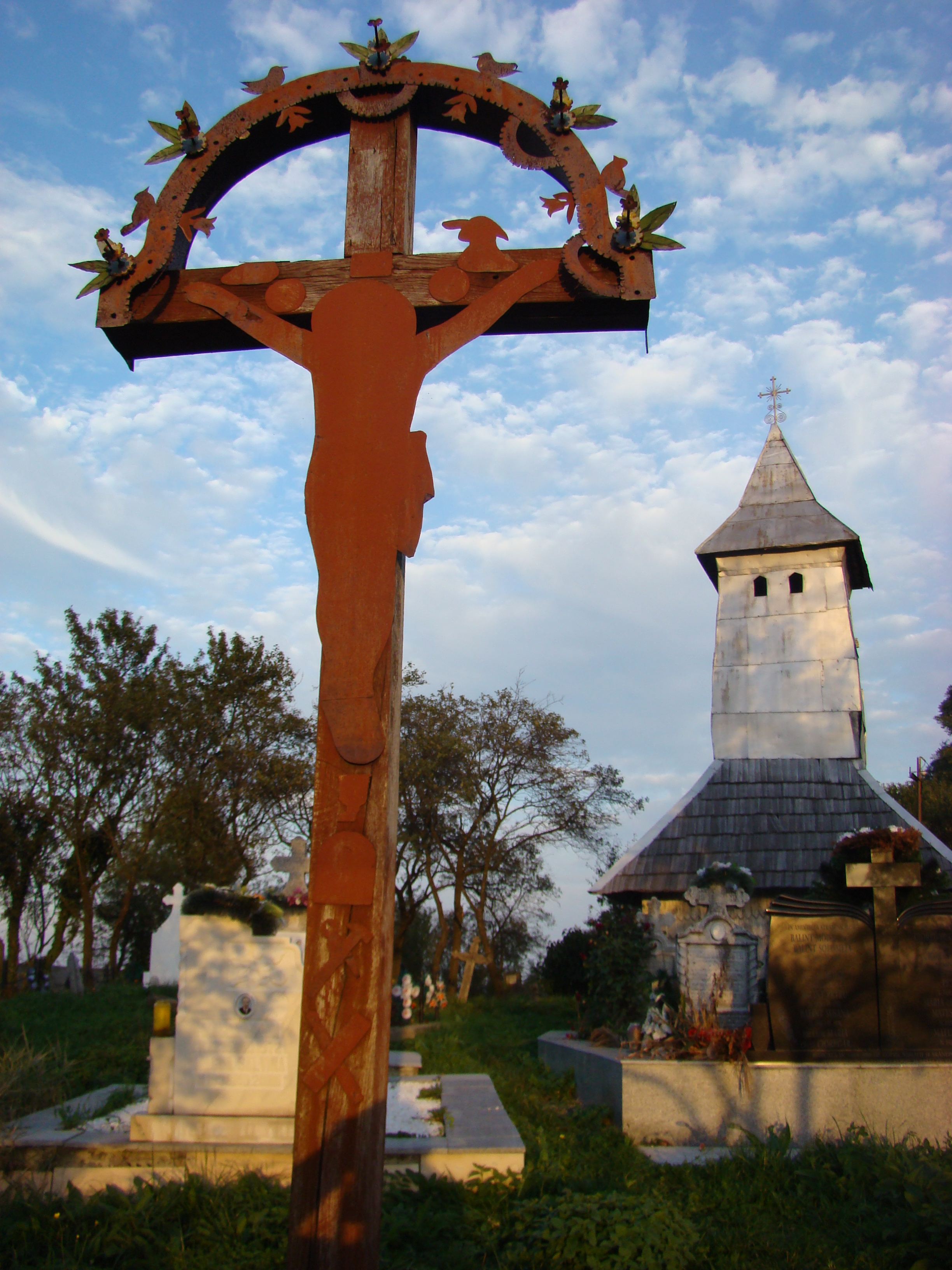
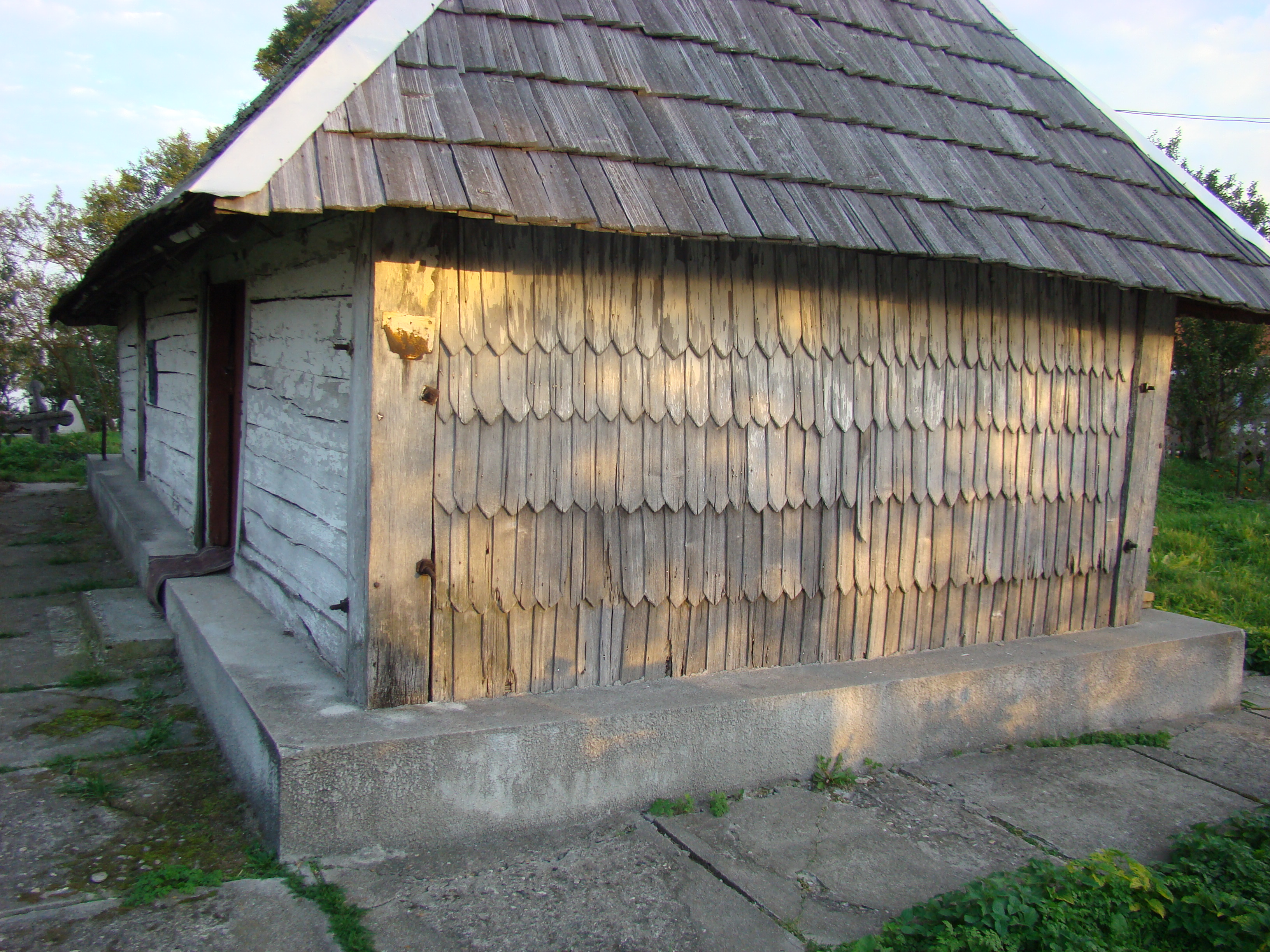
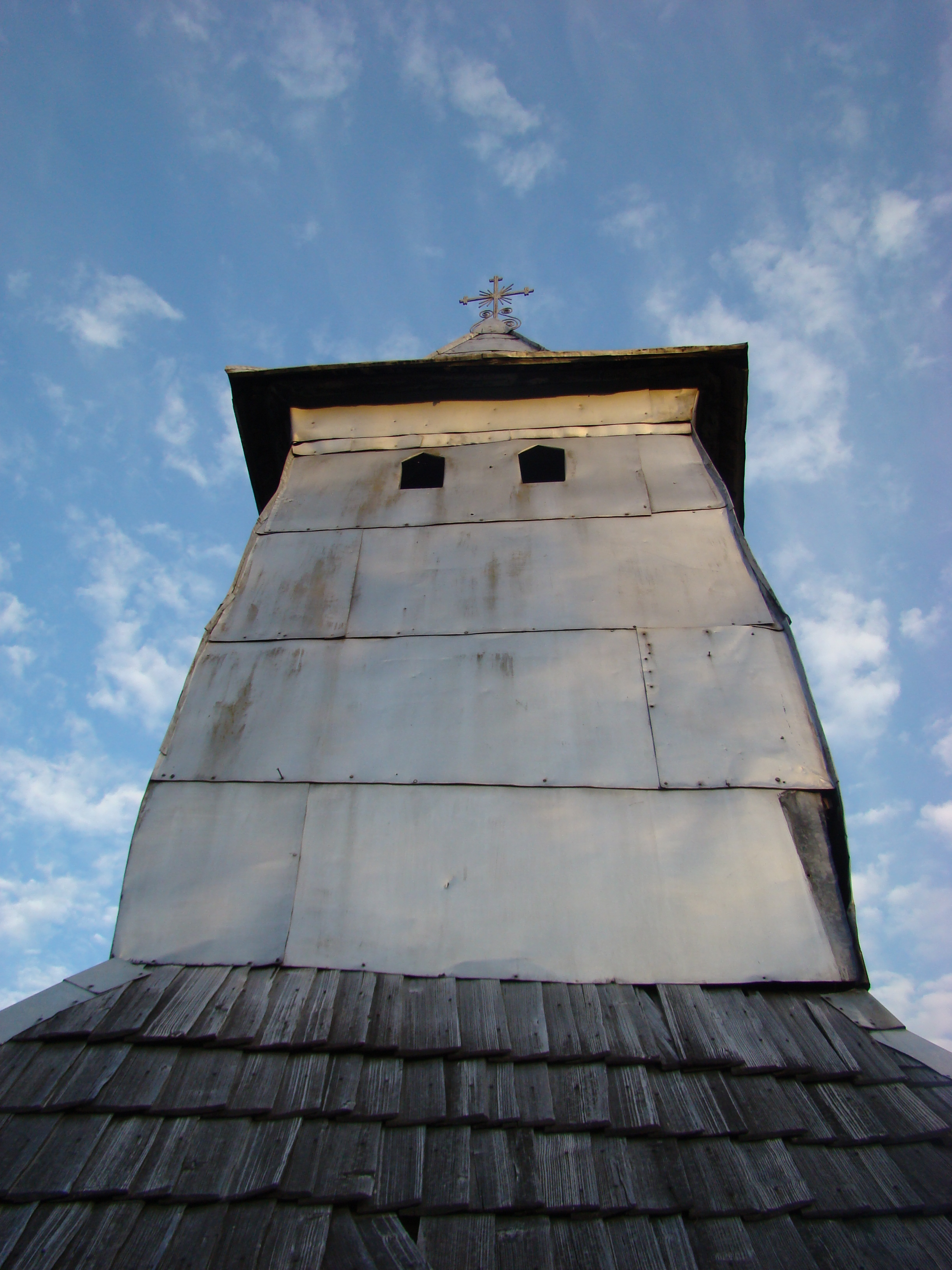
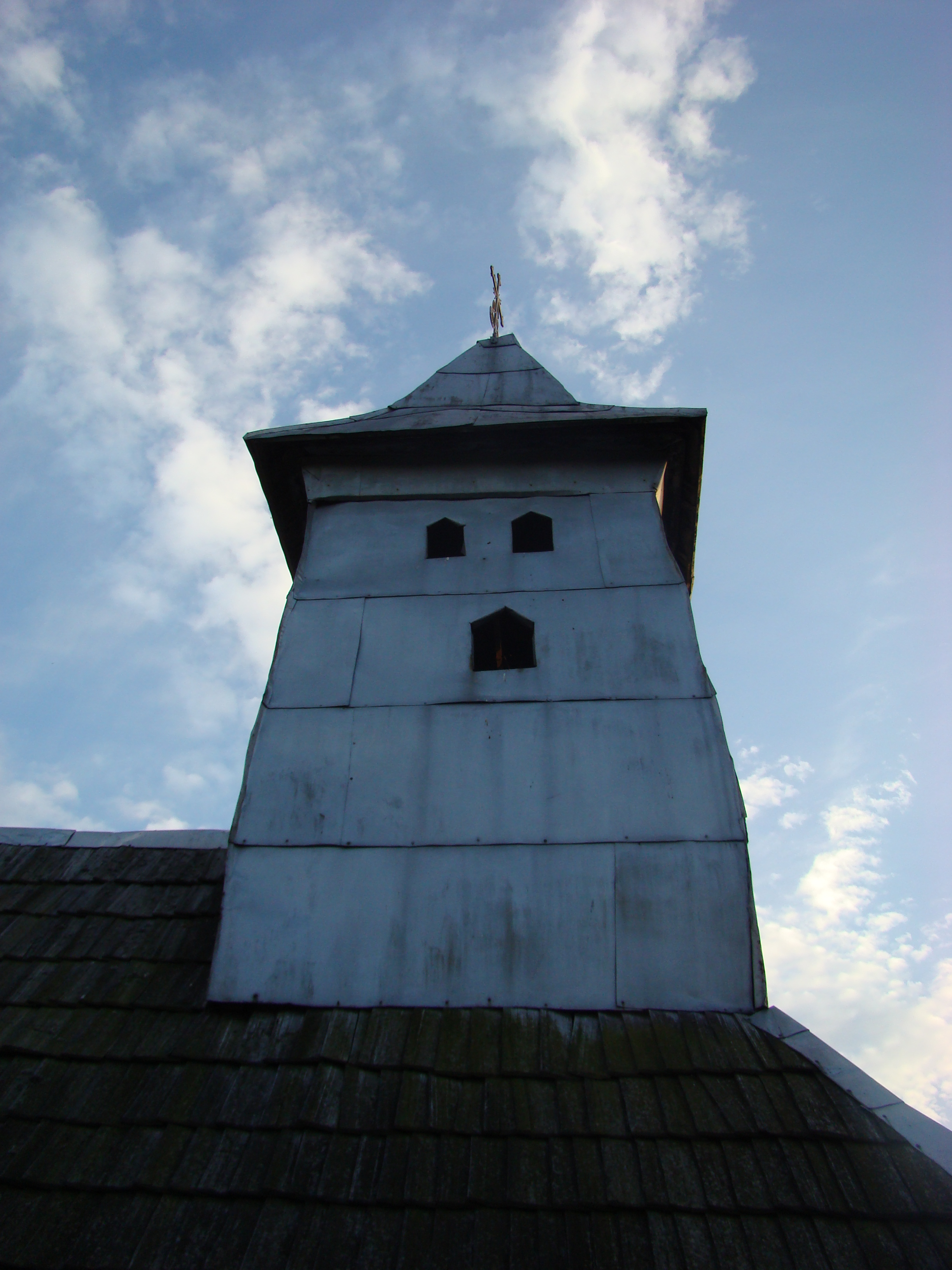
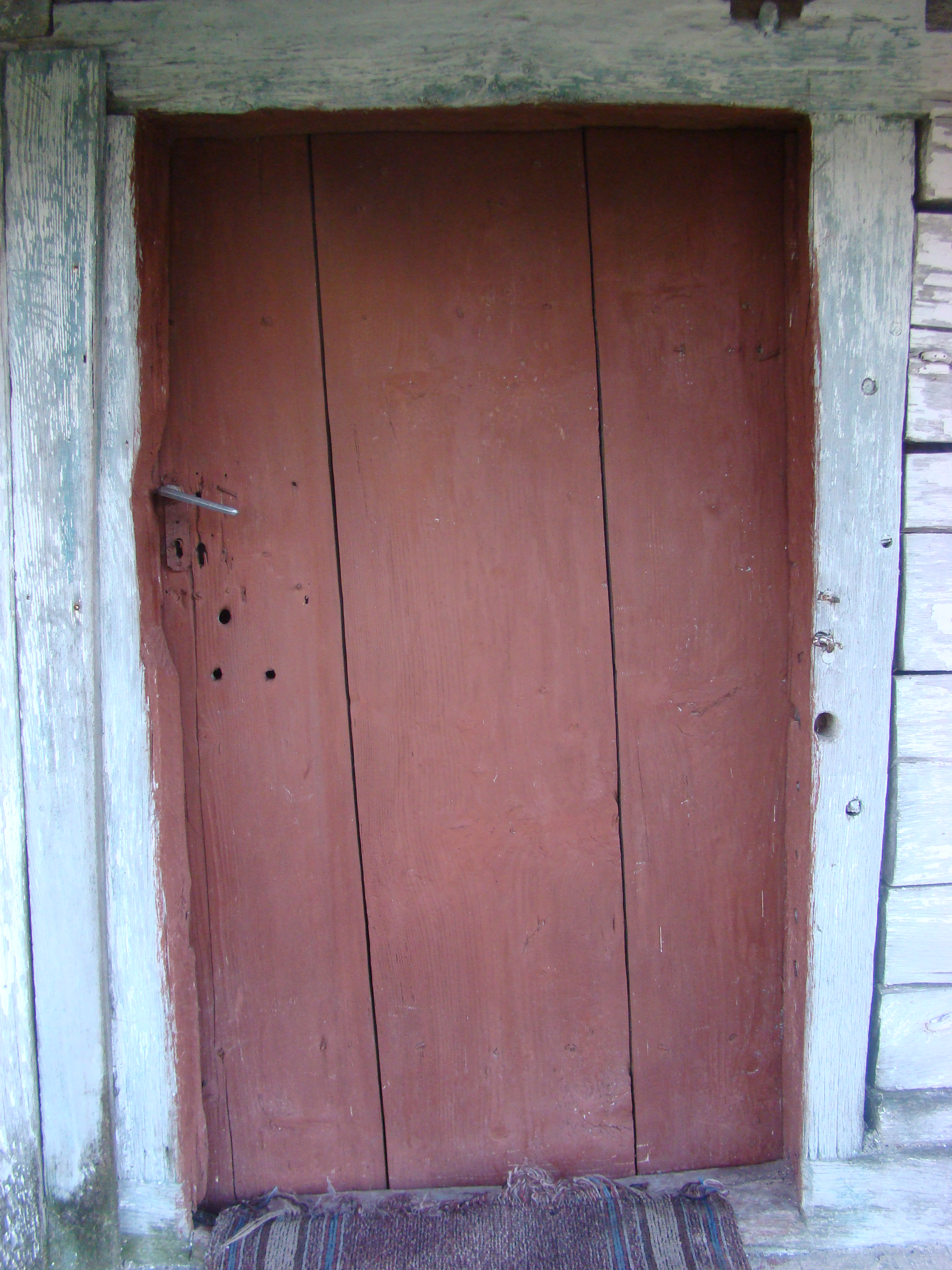
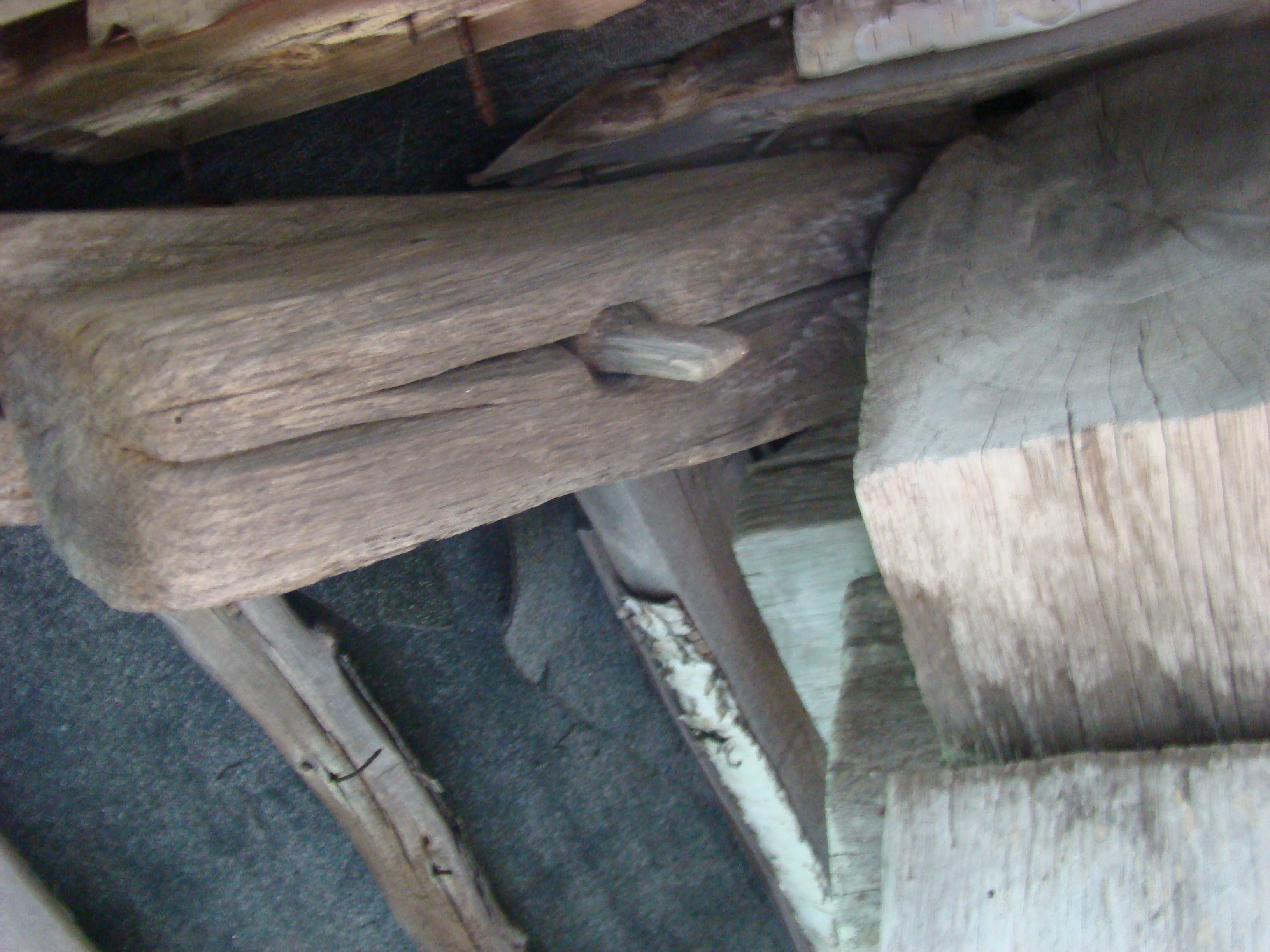
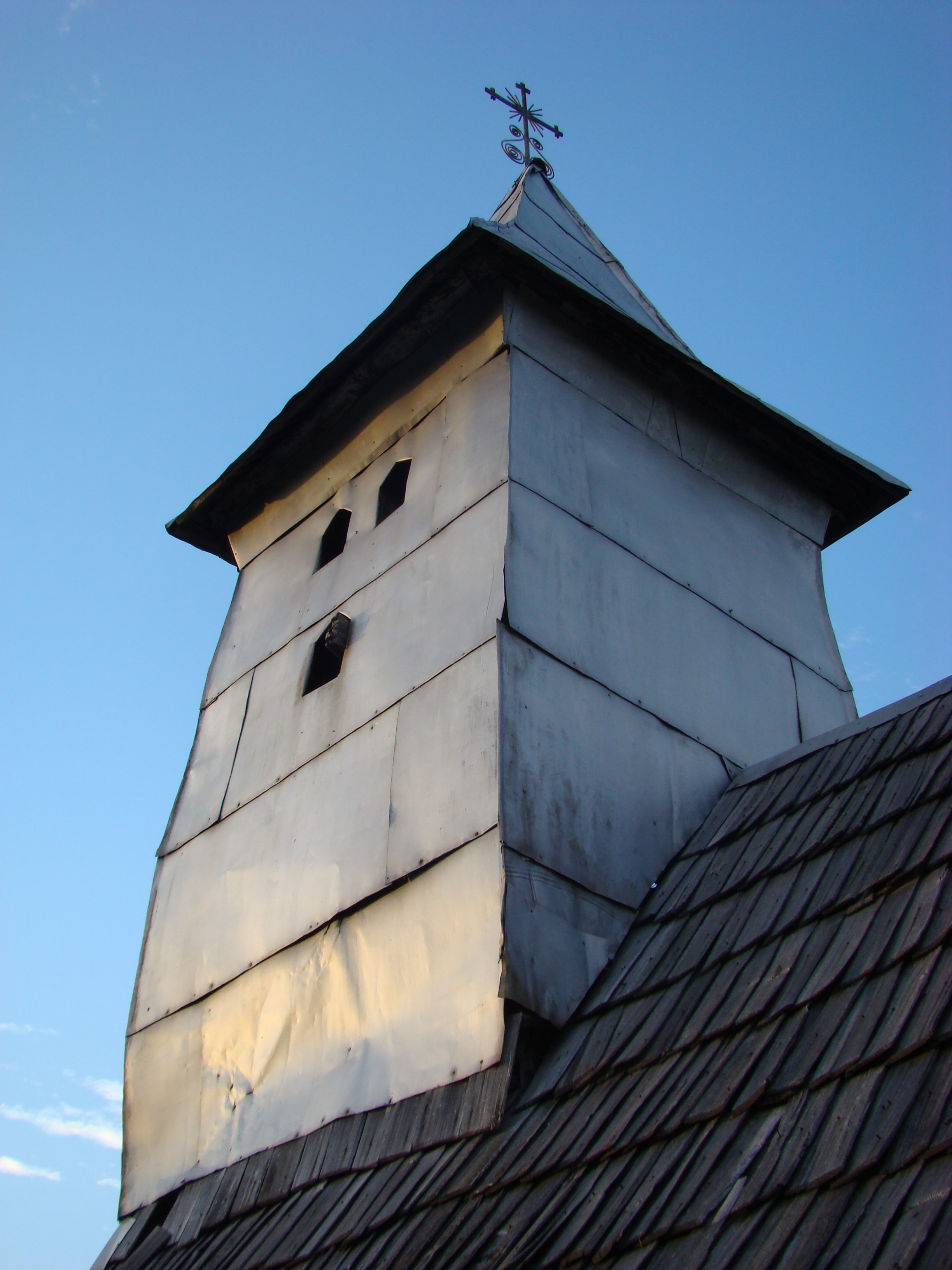
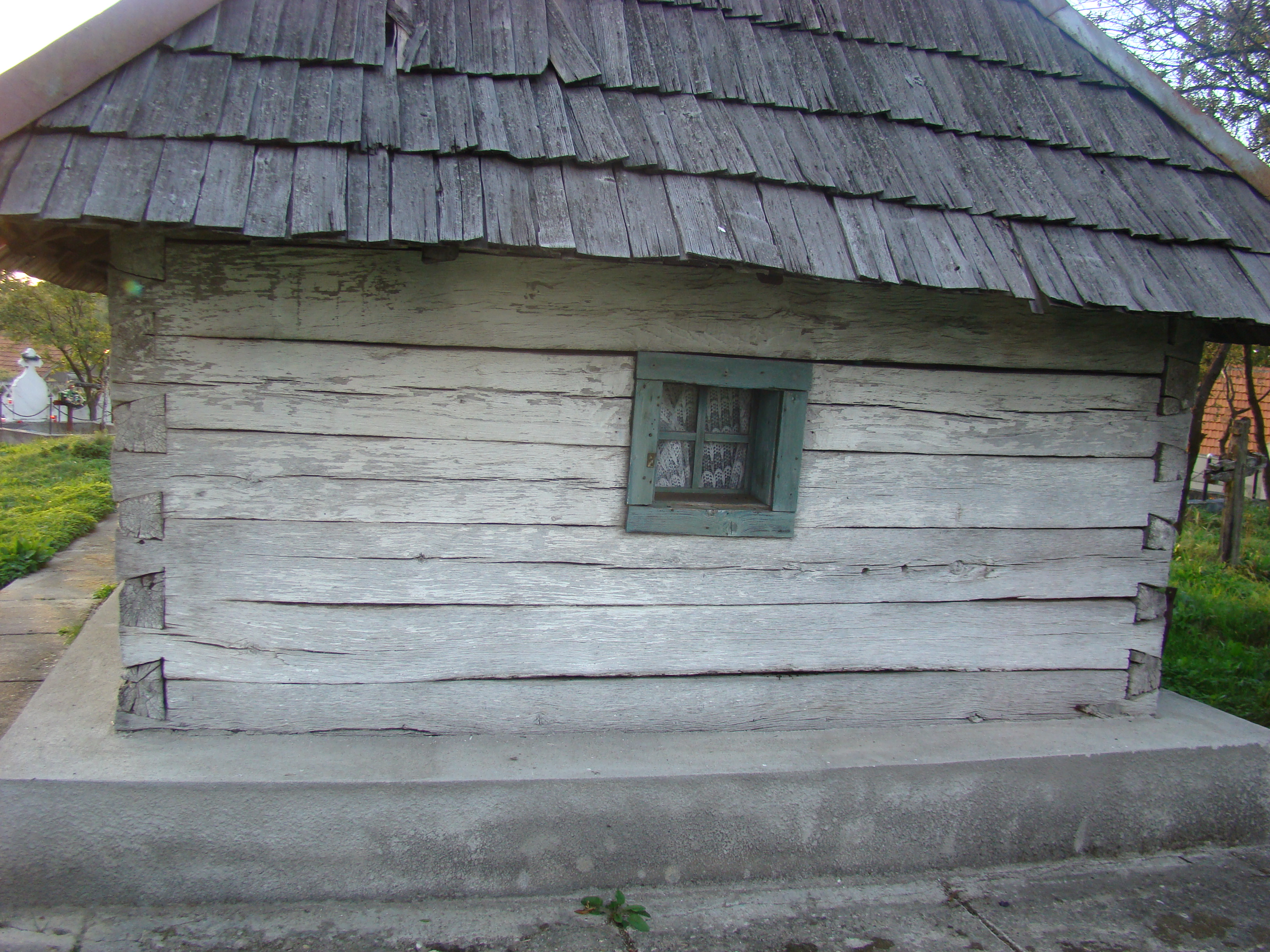
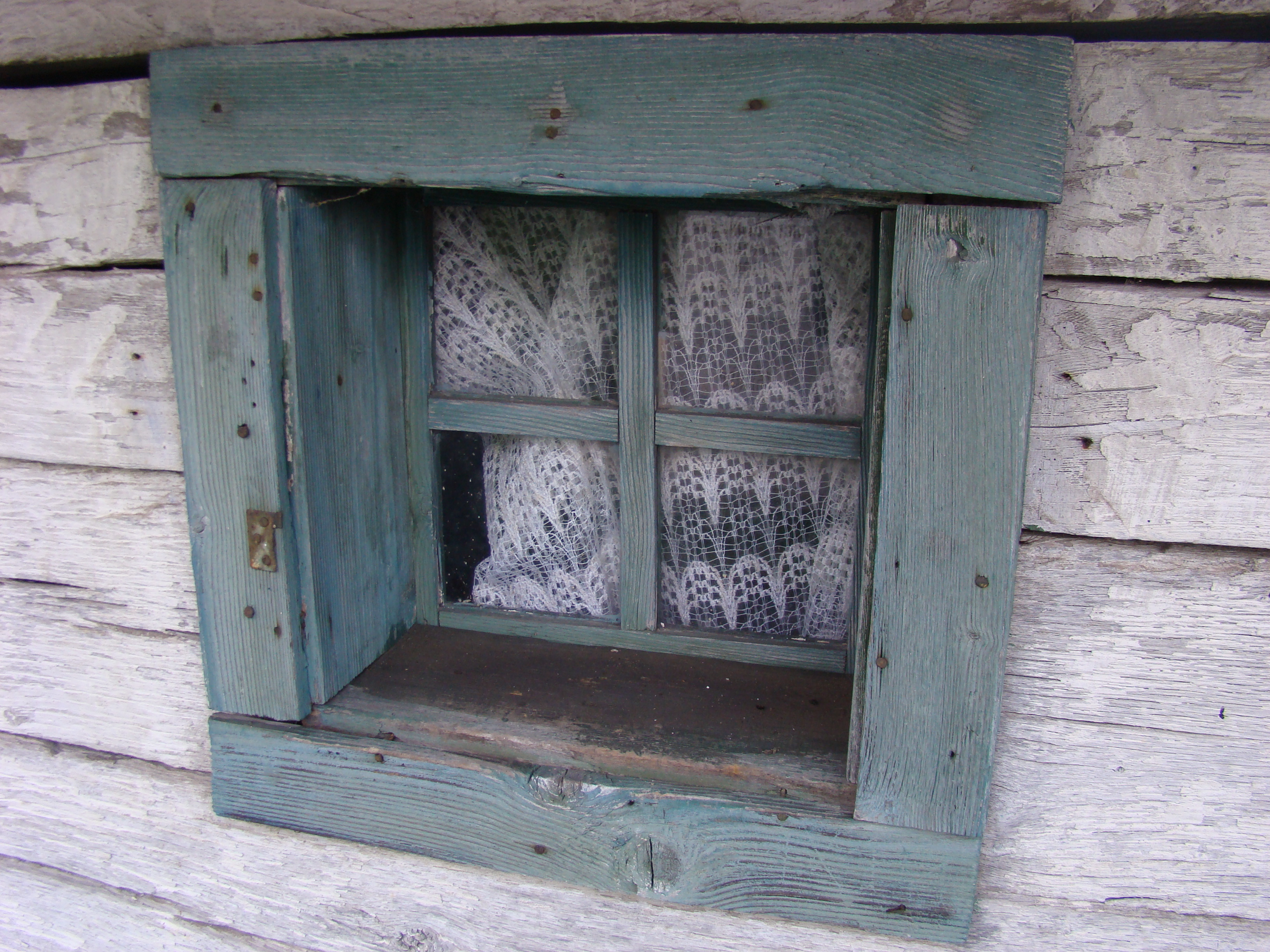
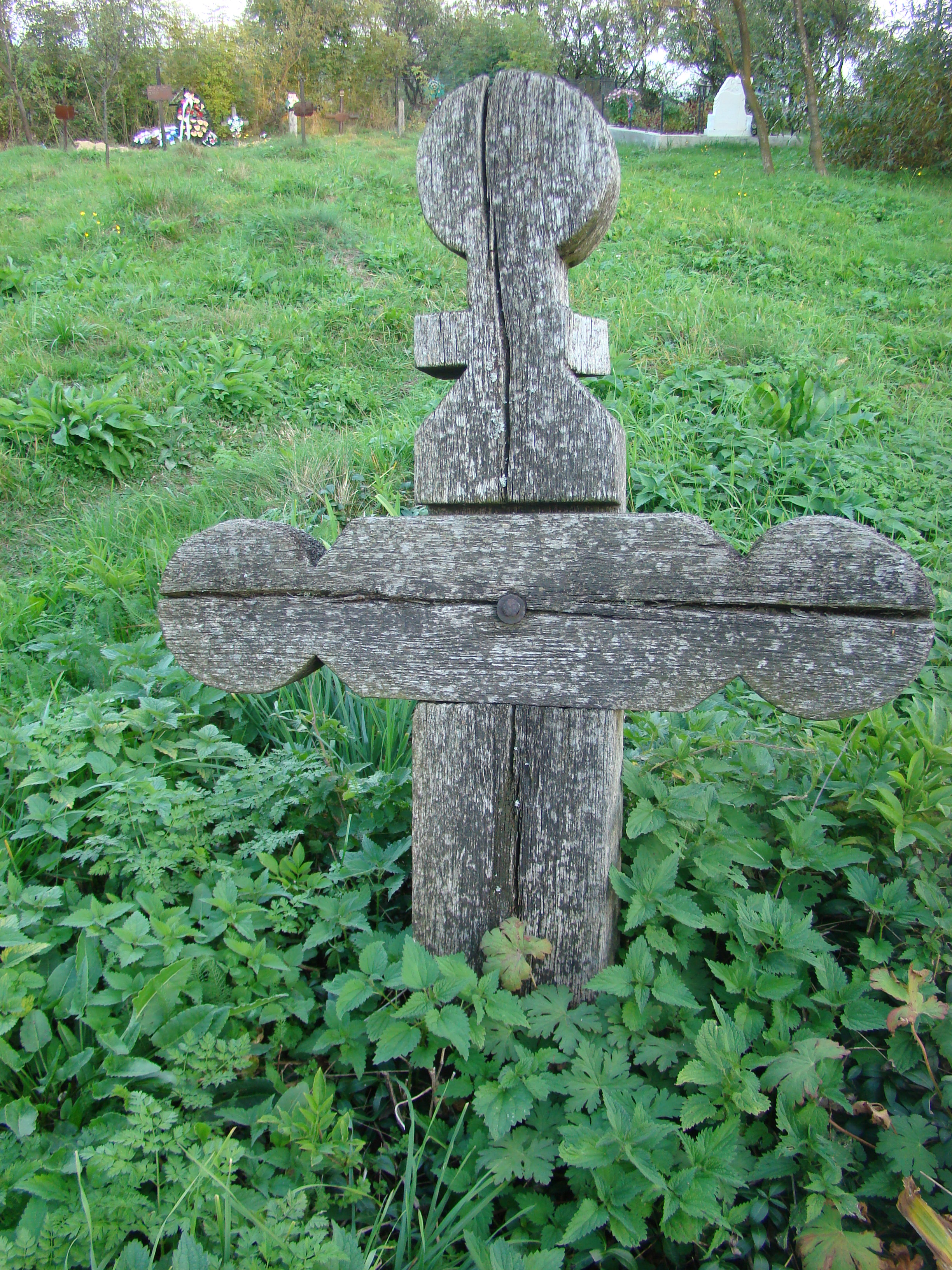
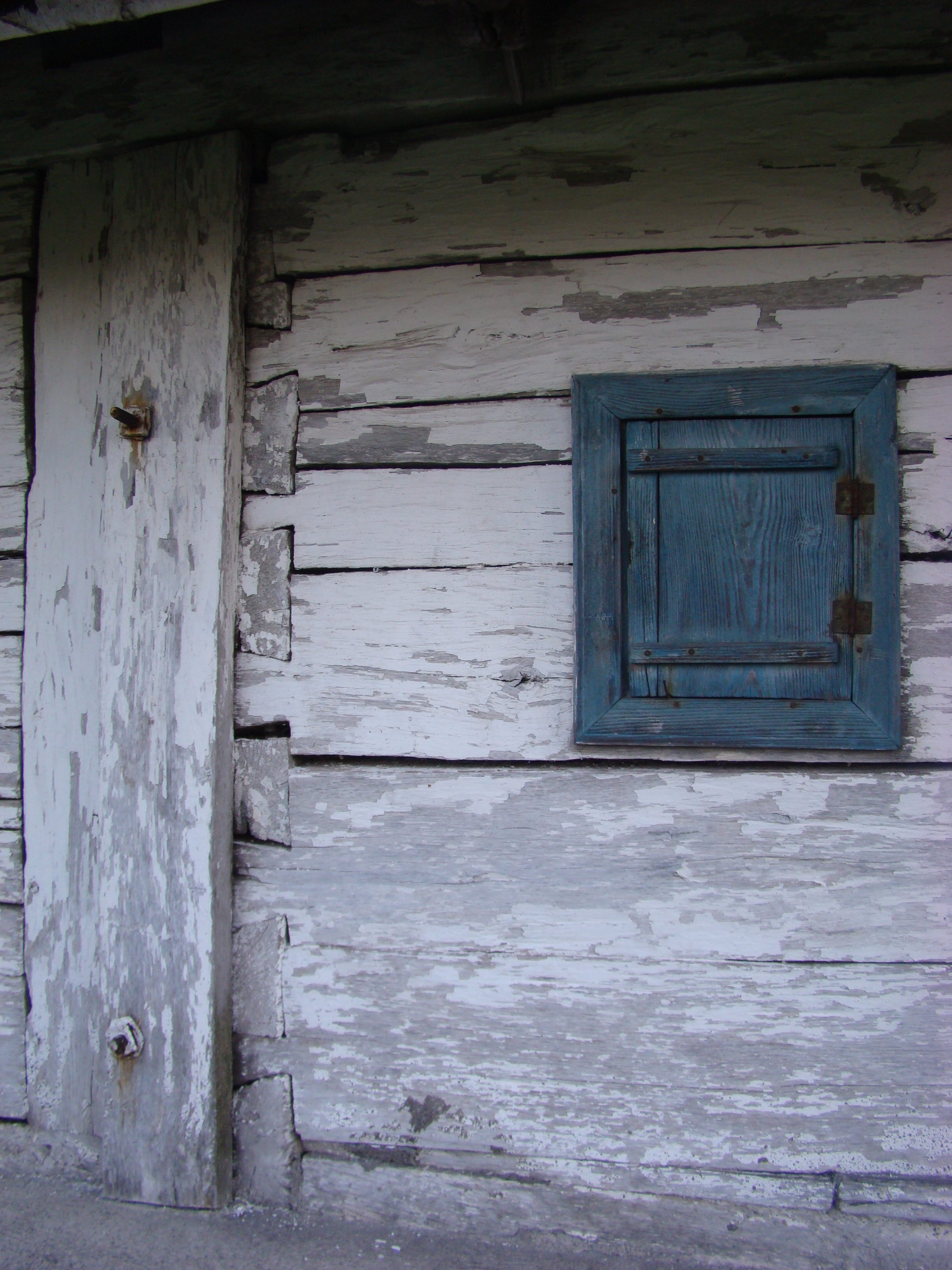
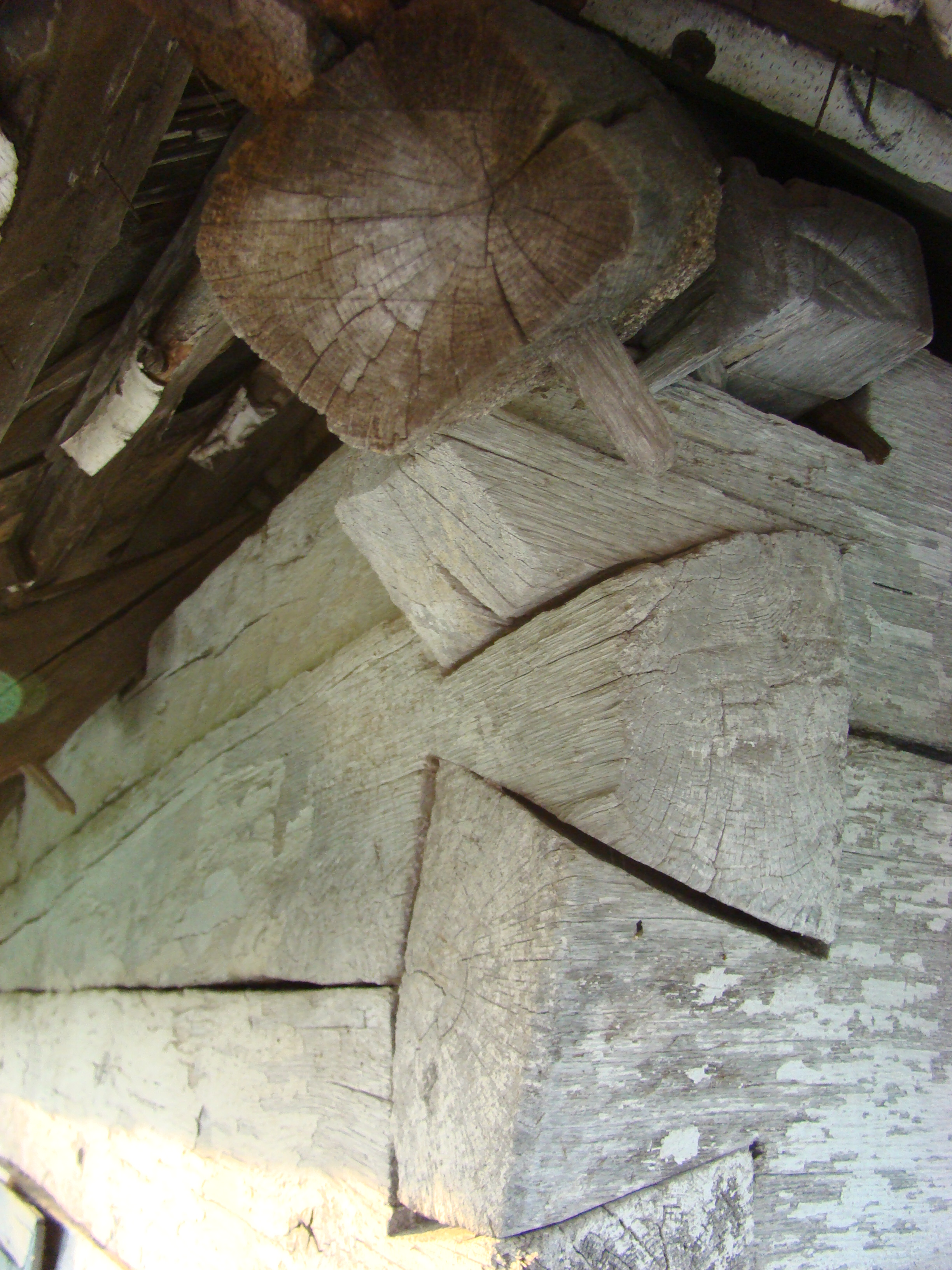
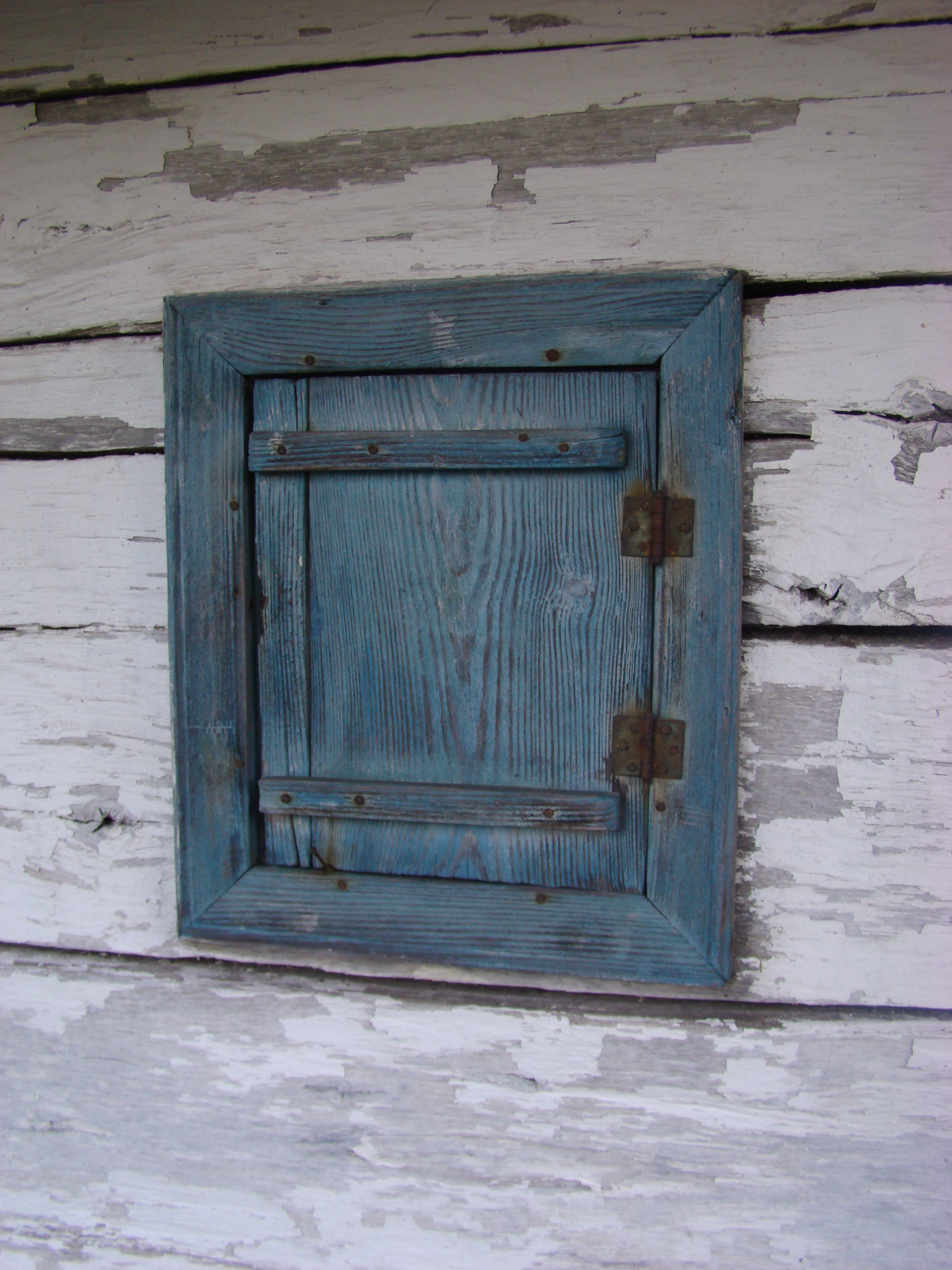